# École polytechnique (France)
Vous lisez un « article de qualité » labellisé en 2013.
« L'X » redirige ici. Pour l’article homophone, voir LyX.
Ne doit pas être confondu avec Polytech, École polytechnique fédérale de Lausanne, École polytechnique fédérale de Zurich ou École polytechnique de Montréal.
Pour les articles homonymes, voir École polytechnique et École royale polytechnique.
L'École polytechnique, couramment appelée Polytechnique et surnommée en France l'« X », est l'une des 204 écoles d'ingénieurs françaises accréditées au 1er septembre 2020 à délivrer un diplôme d'ingénieur. Elle constitue — avec l'École spéciale militaire de Saint-Cyr, l'École de l'air, l'ENSTA, l'École des officiers de la Gendarmerie nationale, l'École navale et l'École de santé des armées — l'une des sept grandes écoles militaires françaises.
Elle est fondée en 1794 par la Convention nationale sous le nom d'École centrale des travaux publics, et militarisée en 1804 par Napoléon Ier. À l'origine située à Paris, l'école est à Palaiseau (Essonne) depuis 1976, au cœur du pôle technologique Paris-Saclay. Elle a le statut d'établissement public à caractère scientifique, culturel et professionnel (EPSCP-GE), constitue une grande école militaire dont le cycle ingénieur est placé sous la tutelle du ministère des Armées et est membre fondateur de l'Institut polytechnique de Paris. Elle est connue principalement pour sa formation d'ingénieurs, dont les élèves et anciens élèves sont appelés « polytechniciens ».
L'École assure depuis sa création la formation d'ingénieurs généralistes. Ses élèves sont recrutés chaque année par un concours d'admission parmi les plus anciens et les plus difficiles de ceux que préparent les élèves de classes préparatoires, mais aussi par admissions parallèles pour les universitaires. L'École décerne en plus de son propre diplôme, le diplôme de docteur de l'École polytechnique depuis 1985, et forme des élèves de grade de master depuis 2005 et de bachelors depuis 2017. En majorité, les polytechniciens, c'est-à-dire les élèves diplômés, le plus souvent après une formation spécialisante dans une autre grande école, intègrent les entreprises, privées ou publiques, en France comme à l'international, entrent dans les grands corps de l'État, civils ou militaires, ou s'engagent dans la recherche.
Jouissant d'un grand prestige dans l'enseignement supérieur en France, l'École polytechnique est souvent associée à la sélectivité, à l'excellence académique, mais aussi à l'élitisme et à la technocratie qui sont sources de critiques depuis sa création. Dans l'imaginaire populaire, l'école est associée à certains symboles comme l'uniforme de ses élèves et le bicorne qui l'accompagne.

## Noms

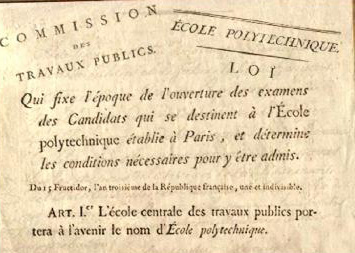
Loi du.

À sa création en 1794, l'école porte le nom d'« École centrale des travaux publics » et l'enseignement dispensé est limité aux connaissances techniques, ceci dans le but de pallier la pénurie d'ingénieurs dans la France d'après la Révolution. L'École est renommée « École polytechnique » par la loi du 15 fructidor an III (1er septembre 1795). Le néologisme « polytechnique » (composé de poly-, « nombreux », et de technique) symbolise la pluralité des techniques enseignées,. Il apparaît pour la première fois dans un document publié par Claude Prieur au début de l'année 1795.
Sous la Restauration comme sous la monarchie de Juillet, l'école est officiellement désignée sous le nom d'« École royale polytechnique », tandis que sous le Premier Empire, comme sous le Second Empire, son nom officiel est « École impériale polytechnique ». Les élèves, anciens élèves et diplômés de l'école sont appelés « polytechniciens ». L'École est souvent simplement appelée « Polytechnique ».

Blason de l'école.

L'École est surnommée l'« X » depuis le milieu du XIXe siècle. Deux explications sont retenues : la présence de deux canons croisés sur l'insigne de l'école d'une part et la prééminence des mathématiques dans la formation des polytechniciens de l'autre. En effet, d'après L'Argot de l'X, publié en 1894 : « C'est de l'importance même donnée à l'enseignement de l'ana [analyse], dont toute la langue est faite d'x et d'y qu'est venu le surnom d'X, universellement admis pour désigner les polytechniciens. Tous ne sont pas des mathématiciens, mais tous possèdent une connaissance du calcul différentiel et intégral suffisante pour les applications des services publics. Disons de plus qu'en des époques troublées, comme 1830 et 1848, cette connaissance leur a particulièrement servi à ne pas être confondus avec tous les individus qui se déguisaient en polytechniciens pour se donner l'apparence de défenseurs de l'ordre. À ceux-là, quand on les rencontrait, on leur demandait la différentielle de sin x ou de log x, et, s'ils ne répondaient pas, on les faisait immédiatement coffrer. » Cependant, dans l'édition de 1994, l'origine de ce sobriquet est de nouveau rapportée au croisement des canons sur le blason. Le surnom d'« X » s'applique aussi aux polytechniciens. Les polytechniciennes sont parfois surnommées « Xettes » ou « X7 », ce qui est prononcé [iksɛt].
À la fin du XIXe siècle et au début du XXe siècle, l'école, ainsi que ses élèves et anciens élèves, étaient surnommés « pipo ». Au début du XXe siècle, l'école est aussi surnommée « Carva ».

## Histoire

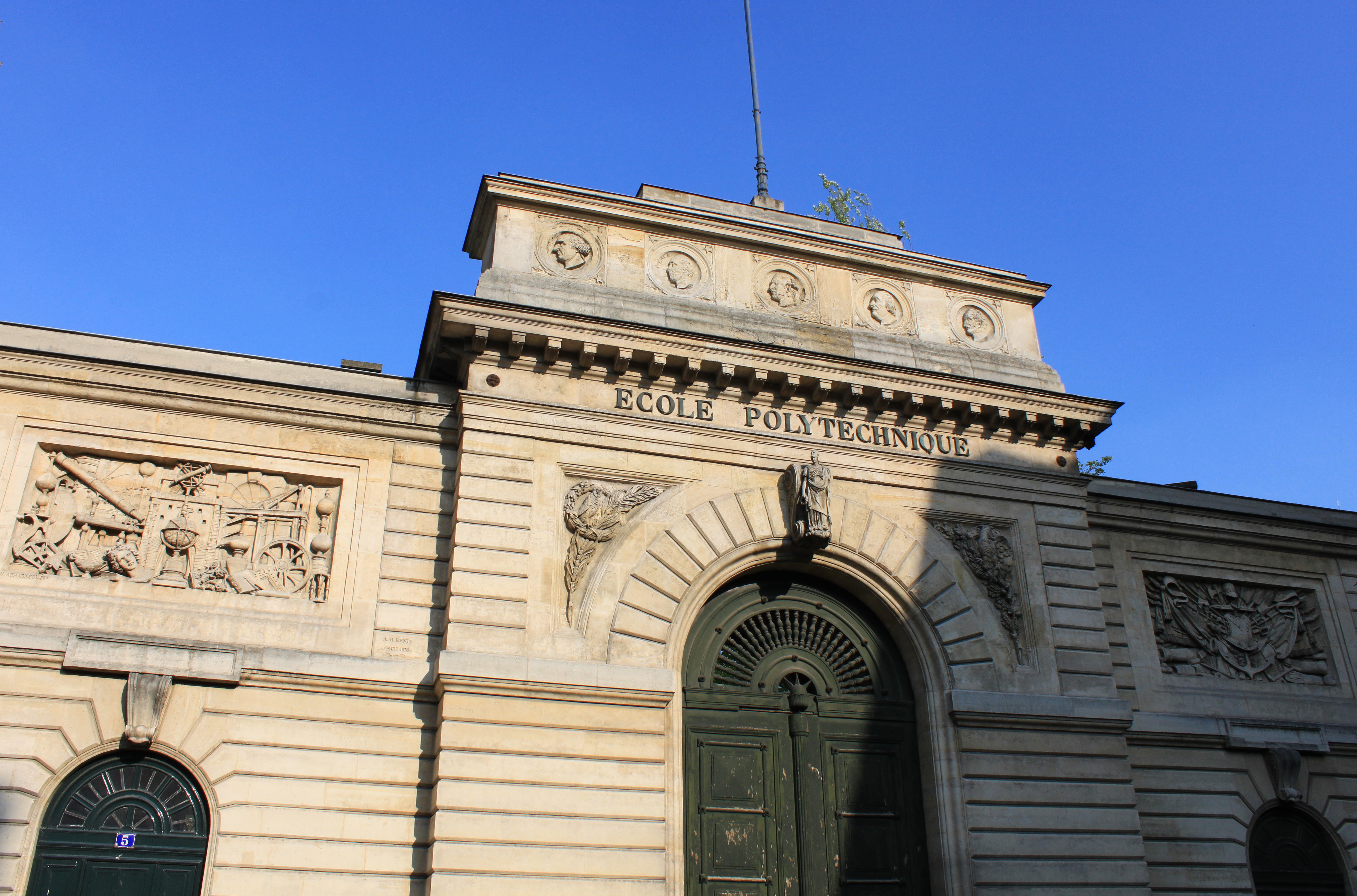
Fronton des bâtiments historiques, rue Descartes à Paris.

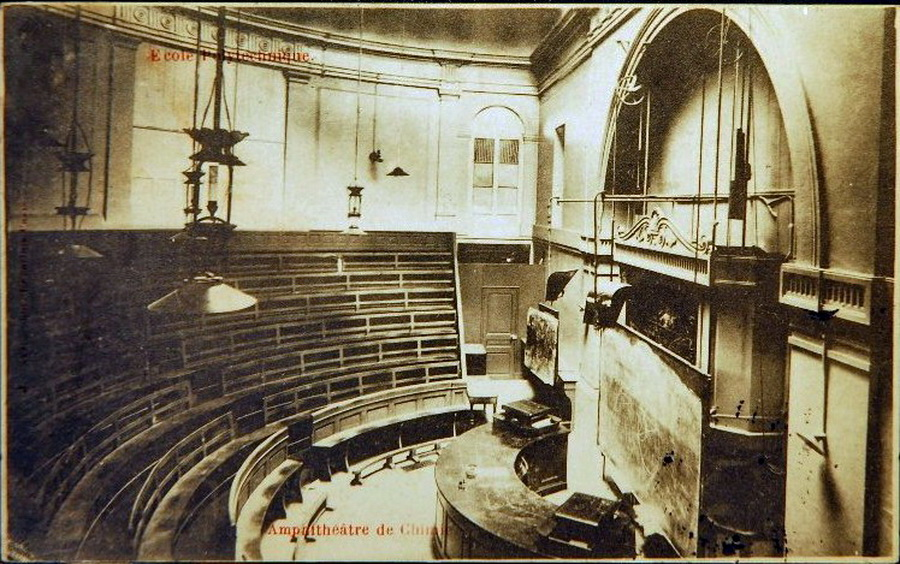
Amphithéâtre de Chimie, photographié par Jules David en 1904.

### De 1794 aux révolutions duXIXesiècle
Au lendemain de la Révolution de 1789, les différentes écoles royales d'ingénieurs ont été fermées. Jacques-Élie Lamblardie, Gaspard Monge et Lazare Carnot, pères fondateurs de l'école, se voient confier la mission d'organiser une nouvelle « École centrale des travaux publics », officiellement créée le 7 vendémiaire an III (28 septembre 1794), et renommée « École polytechnique » un an plus tard,. Le projet initial prévoit que l'École polytechnique remplace toutes les anciennes écoles d'ingénieurs. Mais ces anciennes écoles sont finalement rétablies par la loi du 30 vendémiaire an IV (22 octobre 1795) sous le nom d'« écoles d'application » : il devient obligatoire de passer par l'École polytechnique pour y entrer, et tandis que l'École polytechnique dispense une formation théorique et générale, les écoles d'applications assurent la mise en pratique et la spécialisation,. Ce monopole de l'école sur le recrutement des grands corps techniques, appelé « privilège », est confirmé par la loi du 25 frimaire an VIII (16 décembre 1799) mais la scolarité est réduite de trois à deux ans afin de compenser la prolongation du cursus dans les écoles d'application. L'École, initialement créée pour former aux emplois publics et privés exigeant un haut niveau scientifique et technique, devient alors très liée aux services publics et le classement de sortie, qui définit le choix du corps, prend une importance considérable,. L'École acquiert cependant très vite une grande renommée en sciences et attire des scientifiques de toute l'Europe.
En 1804, Napoléon Ier donne à Polytechnique un statut militaire et une devise (« Pour la Patrie, les Sciences et la Gloire »), caserne les élèves,, et installe l'école sur la montagne Sainte-Geneviève à Paris, à l'emplacement des anciens collèges de Navarre, de Boncourt et de Tournai (l'École se situait auparavant à l'hôtel de Lassay). Des travaux sont par la suite entrepris. La militarisation se double d'une spécialisation de l'enseignement vers les mathématiques.
En 1814, lors de la bataille de Paris, les élèves de l'École polytechnique s'illustrent en défendant la barrière du Trône et les Buttes-Chaumont. Le drapeau de l'École porte fièrement l'inscription « Défense de Paris 1814 » en raison de leur conduite héroïque.

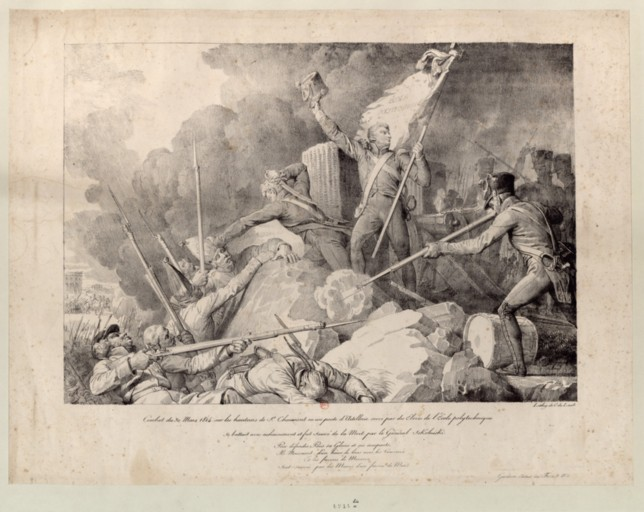
Combat du 30 mars 1814, sur les hauteurs de Saint Chaumont où un poste d'artillerie servi par des Élèves de l'École polytechnique se bat avec acharnement avec le général Sokolnicki

À la Restauration, à la suite d'un incident déclenché par Auguste Comte en raison de son opposition au répétiteur Lefébure de Fourcy, toute la promotion 1814 est congédiée en avril 1816 pour manque de discipline par le comte de Vaublanc. En réalité, cet acte d'insubordination semble avoir été un prétexte pour éliminer l'atmosphère républicaine qui régnait alors dans l'école, et une promotion suspectée de bonapartisme.
Après l'arrêt de la parution du journal saint-simonien Le Producteur en octobre 1826, les disciples de Claude-Henri de Rouvroy de Saint-Simon, parmi lesquels le polytechnicien Barthélemy Prosper Enfantin, donnent toute une série de conférences pendant deux ans, trouvant un écho très favorable à l'École polytechnique. Ainsi, à partir des années 1830 de nombreux élèves de l'École polytechnique sont influencés par les idéologies saint-simonienne et positiviste. L'influence du positivisme sur l'école conduit Friedrich Hayek à la décrire comme la source de l'orgueil scientiste et du socialisme moderne. Cette critique est reprise par Wilhelm Röpke qui voit dans l'école le centre de diffusion d'un courant « mécanistique-positiviste » au « rationalisme effréné » voulant construire et organiser « l'économie, l'État et la société, suivant des lois prétendument scientifiques ».
Pendant les Trois Glorieuses, les polytechniciens se mettent aux côtés des insurgés. La réputation de l'école grandit si bien qu'au commencement de la révolution de 1848 les élèves sortent de nouveau dans la rue pour servir de médiateurs entre le pouvoir et les insurgés.

### Du Second Empire à l'entre-deux-guerres
Le Second Empire marque l'élévation sociale des polytechniciens. L'École cesse en effet progressivement d'être un laboratoire scientifique pour s'imposer comme un espace de production de la « noblesse d'État », tout en étendant son emprise sur la gestion des appareils industriels. Certains auteurs, comme Terry Shinn et Bruno Belhoste, considèrent que l'école n'a pas contribué à l'industrialisation de la France pendant cette période et que les polytechniciens se sont contentés de tâches administratives dans les entreprises au lieu d'être des inventeurs et de promouvoir les nouvelles technologies,,. François Crouzet estime néanmoins que ces critiques sont excessives et que les polytechniciens ont joué un rôle important dans le développement économique de la France au XIXe siècle. L'École devient alors un lieu de conservatisme politique et social d'après Bruno Belhoste, si bien que lors du soulèvement du 18 mars 1871, et à l'inverse des insurrections précédentes, l'École polytechnique ne se place pas du côté du peuple. Après la défaite, l'école prépare la revanche militaire sur l'Allemagne et seuls quelques polytechniciens, comme Henri Poincaré et Henri Becquerel, portent le « flambeau de la science à l'école », si bien que Louis Pasteur attribue la défaite française aux carences de la science française qu'incarne à ses yeux l'École polytechnique et son éloignement de la recherche.

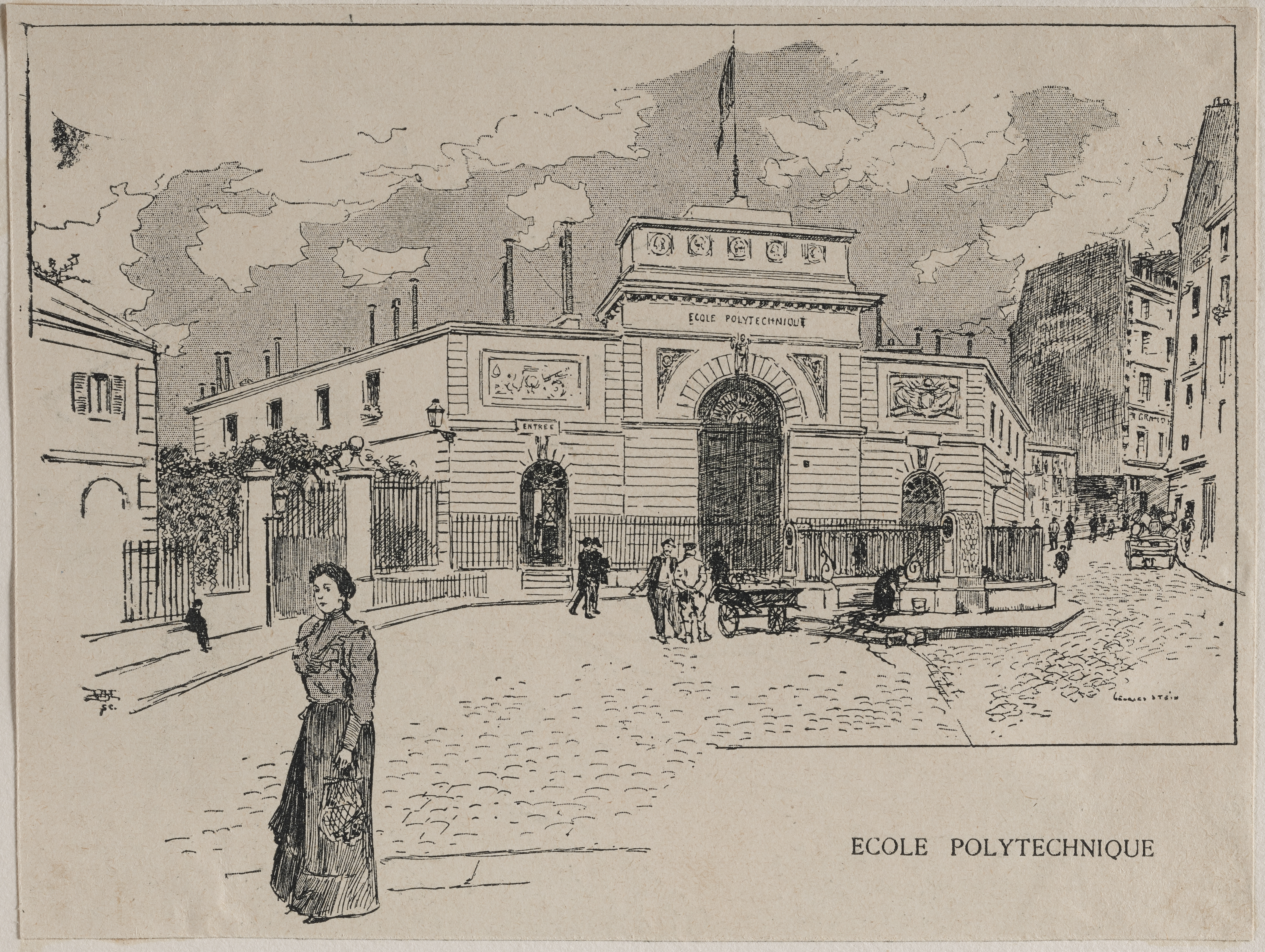
L'École polytechnique à la fin du XIXe siècle.

À partir de 1914, l'école vit au rythme de la Première Guerre mondiale : les élèves sont mobilisés (principalement dans l'artillerie et le génie), les concours 1914 et 1915 sont annulés, les cours interrompus et les bâtiments transformés en hôpital. L'École ne rouvre partiellement qu'en novembre 1916 mais il faut attendre février 1919 pour que l'hôpital quitte l'École. Au cours de la guerre, quatre maréchaux de France polytechniciens mènent le pays à la victoire, néanmoins neuf cents polytechniciens périssent durant les combats. La guerre confirme la crise latente de l'école, ainsi certains de ses historiens décrivent la période allant de 1870 à l'entre-deux-guerres comme des « années d'enlisement ».

### La Seconde Guerre mondiale
Pendant la Seconde Guerre mondiale, l'école ne cesse pas de fonctionner, mais est, comme toute la France, déchirée par les différents courants politiques. Ainsi la catégorie « bis », créée en 1935 pour les élèves français naturalisés depuis moins de huit ans, est étendue aux élèves juifs et un quota de 2 à 3 % d'« israélites » est instauré,. Après l'armistice du 22 juin 1940, l'école se replie à Villeurbanne et Lyon et perd son statut militaire. Après l'invasion de la zone libre par les troupes allemandes fin novembre 1942, le retour de Polytechnique rue Descartes est décidé et il a lieu en avril 1943, en laissant en zone sud les élèves alsaciens, prisonniers évadés et « bis ». Le statut militaire de Polytechnique est rétabli en septembre 1944, après la libération de Paris par les Alliés. En octobre 1945, après le retour d'élèves prisonniers ou résistants, 770 élèves reprennent les cours rue Descartes.

### De l'après-guerre à aujourd'hui
Après la guerre, l'école entame une longue réforme. Le renouveau de la recherche à l'école, initié par la création en 1936 du laboratoire Leprince-Ringuet, se poursuit sous l'impulsion de Laurent Schwartz et de Louis Michel qui développent les laboratoires. En 1956 la décision est prise de porter à 300 l'effectif des promotions et de modifier l'enseignement afin qu'il soit plus en adéquation avec les nouveaux besoins de l'économie nationale. En 1961, une commission étudie le passage à 400 élèves par promotion et conclut que le déménagement de l'école est nécessaire. Dès 1963, le site de Palaiseau est proposé et la décision officielle du transfert est prise en 1964. Les évènements de Mai 68 ne touchent pas beaucoup l'École mais ils accélèrent et élargissent le processus des réformes. Certains professeurs et élèves, comme Louis Leprince-Ringuet et Laurent Schwartz, font le constat des carences de l'École. Ils critiquent un enseignement « resté encyclopédique », « profondément sclérosé », « très en retard sur celui des universités » et demandent l'instauration d'options,. Ces recommandations débouchent sur la loi du 15 juillet 1970. Polytechnique reçoit alors un statut civil (tout en restant rattachée au ministère de la Défense) et l'admission des femmes est autorisée à partir de 1972 : dès la première année, sept femmes intègrent.

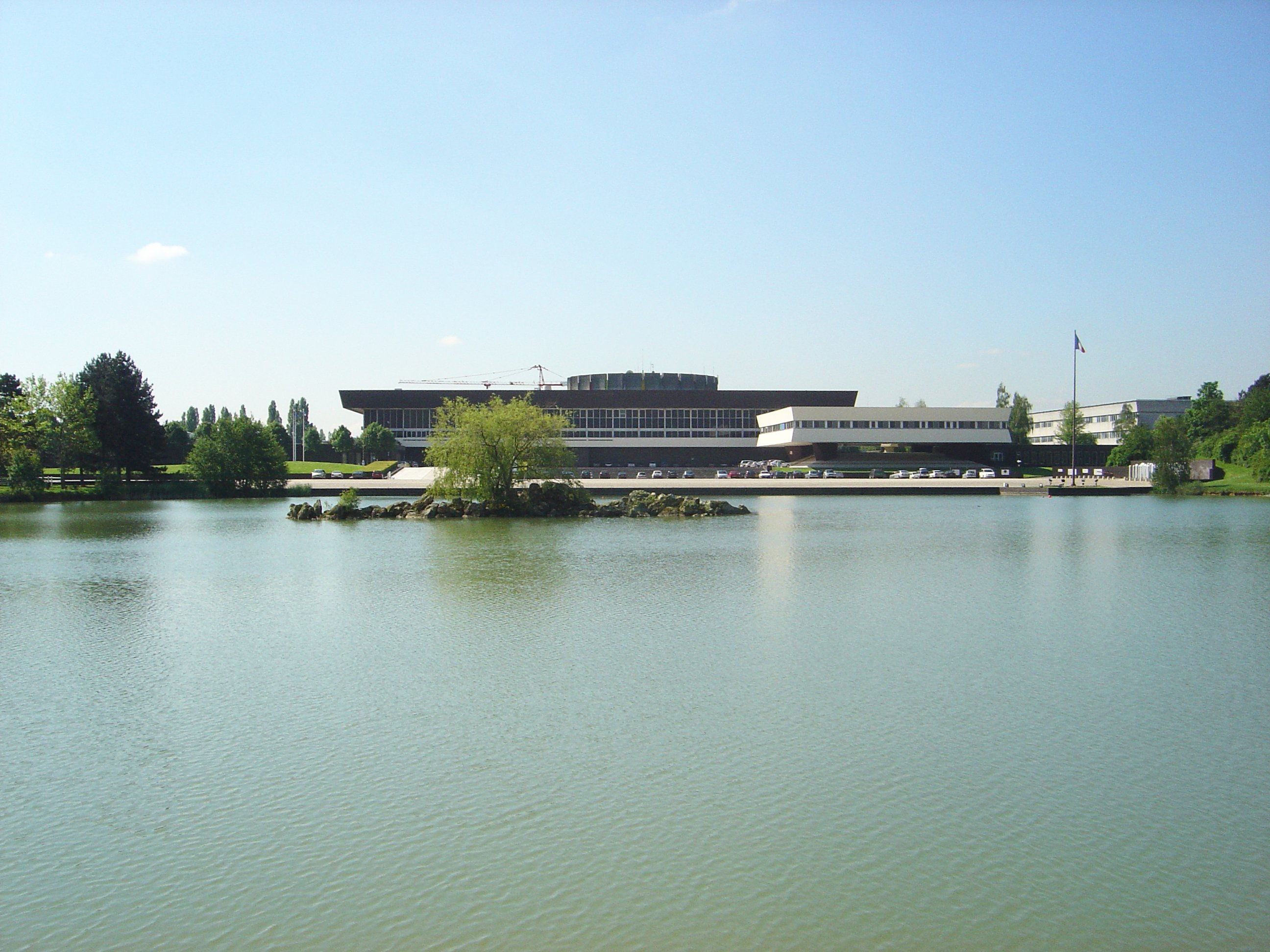
Le grand hall vu du lac du nouveau campus de Palaiseau.

En 1976, le nouveau campus de Palaiseau est inauguré et l'École polytechnique quitte ses locaux historiques parisiens. En 1985, est créé le diplôme de docteur de l'École polytechnique, et en 1995, une nouvelle voie du concours est ouverte aux élèves internationaux.
En 2000, la réforme du cycle polytechnicien fixe la durée du cursus à quatre ans, dont huit mois de formation militaire et humaine. En 2005, les premiers diplômes de master de l'École polytechnique sont délivrés. En 2007, l'École polytechnique devient membre fondateur de ParisTech et membre associé d'UniverSud Paris.
Après 2008, l'École polytechnique participe au développement de l'université Paris-Saclay dont la première rentrée se fait en 2014. Ses formations devraient notamment s'inscrire dans les schools de basic sciences et d'engineering. Parallèlement, l'école entreprend à partir de 2013 une profonde rénovation du cursus ingénieur polytechnicien.
Fin 2013, l'école change d'identité visuelle et de logo afin d'être visible dans la compétition internationale. Le nouveau logo reprend le « X », surnom de l'école, ainsi que le blason historique où figure la devise.
En juin 2015, Bernard Attali présente à la demande du Premier ministre un rapport sur l'avenir et la stratégie de l'école, proposant une restructuration en profondeur de l'école et de l'université Paris-Saclay. Suivant l'une de ses propositions, le ministère de la Défense annonce en décembre 2015 l'ouverture d'un système de tutorat d'élèves en fin de classe préparatoire internes recrutés sur critères sociaux à partir de la rentrée 2016, et d'un diplôme de niveau licence (« bachelor ») à partir de 2018. Au 1er janvier 2016, l'école change de statut et devient un Établissement public à caractère scientifique, culturel et professionnel de type Grand établissement et le 25 octobre 2017, l'établissement quitte l'université Paris-Saclay.
En avril 2022, une enquête est ouverte pour viols et agressions sexuelles après un signalement effectué par la direction. En 2023, selon une enquête interne, les faits de violences sexuelles et sexistes sont en forte augmentation.

### Identité visuelle
En décembre 2013, l'École polytechnique fait évoluer son logotype et se dote d'une nouvelle charte graphique. Ceux-ci reprennent les deux signes « iconiques » essentiels du patrimoine de l'X, héritage de 220 ans d'histoire :
1. Le fameux « X », dénomination donnée à l'école depuis le milieu du XIXe siècle, issue à la fois :
  - des canons croisés du blason d'origine, symbole de l'enseignement scientifique — originellement à vocation militaire — qui y est dispensé,
  - de l'usage du symbole « X » dans l'algèbre des polynômes ;
2. Les armes, blason historique, où est inscrite la devise donnée par Napoléon Ier à l'École polytechnique : Pour la patrie, les sciences et la gloire.

Identité de 1804 à 1830.
Identité de 1830 à 1926.
Armes de 1926 à 1959.
Armes de 1959 à 1965.
Armes de 1965 à 1979.
Armes de 1979 à 1994.
Logotype de 1994 à 2013.
Logotype de 2013 à 2019.
Logotype depuis mai 2019.

## Missions, statuts et organisation

### Statut
À sa création en 1794, les élèves sont assimilés aux gardes nationaux et sous la tutelle du ministère de l'Intérieur. Puis, en 1804, Napoléon Ier militarise l'école. Depuis, Polytechnique a toujours conservé son statut militaire, à l'exception de la Seconde Guerre mondiale.
Le statut militaire de l'école est aujourd'hui critiqué par certains, comme Pierre Veltz et Bruno Belhoste, qui considèrent qu'il n'est plus justifié et qu'il isole l'établissement du monde universitaire, même s'il est reconnu que ce statut offre à l'école une large autonomie et un budget important,.

### Missions
Au cours de l'histoire, les missions de l'école évoluent. Ainsi, à sa création, le but de l'école est de « former des ingénieurs en tous genres et de rétablir l'enseignement des sciences exactes qui avait été suspendu pendant les crises de la Révolution, — de donner une haute formation scientifique à des jeunes gens, soit pour être employés par le Gouvernement aux travaux de la République, soit pour reporter dans leurs foyers l'instruction qu'ils auront reçue et y prodiguer les connaissances vraiment utiles »,. Polytechnique reprend donc les missions dévolues aux écoles d'ingénieurs qui existaient avant la Révolution, comme l'École de Mézières et l'École des ponts et chaussées. Mais pour Monge l'école a aussi une vocation à caractère encyclopédique : elle est chargée de répandre le goût et la connaissance des sciences dans l'ensemble de la Nation, c'est son « but général » tandis que son « but spécial » est la formation pour les services publics. Ces deux objectifs figurent dans la loi du 25 frimaire an VIII (16 décembre 1799) : « L'École polytechnique est destinée à répandre l'instruction des sciences mathématiques, chimiques, physiques, et des arts graphiques, et particulièrement à former les élèves pour les écoles d'application des services ci-après désignés. Ces services sont, l'artillerie de terre, l'artillerie de la marine, le génie militaire, les ponts et chaussées, la construction civile et nautique des vaisseaux et bâtiments civils de la marine, les mines, et les ingénieurs géographes ».
Mais le but général est supprimé en 1830 à l'initiative de François Arago au profit du seul but spécial. Les missions de l'école sont peu modifiées par la suite et ce n'est qu'en 1956 qu'une définition élargie du rôle de l'école est donnée : « L'école polytechnique est destinée à donner à ses élèves une haute culture scientifique et à former des hommes aptes à devenir, après spécialisation, des cadres supérieurs de la nation et, plus spécialement, des corps de l'État, civils et militaires, et des services publics ». L'ambition initiale des fondateurs de l'école est rétablie avec la loi de 1970,, reprise par le Code de l'éducation actuel.
Cette nouvelle définition des missions de l'école assimile les carrières dans la recherche ou l'économie nationale au service de l'État. L'objectif est de faire participer l'École polytechnique à l'essor de la France au cours des Trente Glorieuses et de répondre au besoin de cadres supérieurs afin de former, selon l'expression de Bernard Ésambert, « les officiers de la guerre économique ». Cette réorientation de l'École polytechnique vers l'économie est très marquée par les idées saint-simoniennes qui concevaient le savant au sens nouveau du social. Les savants devaient en effet recevoir une formation scientifique afin d'acquérir l'intelligence et la capacité d'organisation nécessaires aux futurs cadres de la société.
L'accent est véritablement mis sur la recherche à partir de 1994, et en 2013 la loi ajoute aux missions de l'école la promotion de l'innovation scientifique, technologique et industrielle ainsi que la formation continue.

### Gouvernance
|                                                   |  | |
| Éric Labaye, président de l'École de 2018 à 2023. |  | Laura Chaubard, directrice générale de l'école depuis le 5 octobre 2022 et présidente par intérim depuis 2023. |

Depuis 2013, la direction de l'école est assurée par un conseil d'administration, dont le président est doté pour la première fois de fonctions « exécutives » qu'il exerce à plein temps, tandis qu'un officier général assure la direction générale et le commandement militaire de l'école,.
Le conseil d'administration est composé d'un président, d'une directrice générale, de représentants de l'État, de membres du personnel, d'étudiants, d'anciens élèves, de personnalités issues d'un établissement d'enseignement supérieur et de recherche et de cadres d'entreprises (privées ou publiques). Le conseil d'administration a été créé en 1970 sur le modèle du conseil de perfectionnement, instance suprême de l'école datant de 1799,,.
En 2012, et pour la première fois depuis la militarisation de l'école qui remonte à 1804,, le directeur général de l'école n'est pas un général des Forces armées françaises mais un ingénieur de l'armement, Yves Demay, ingénieur général hors classe.
En octobre 2022, Laura Chaubard est nommée directrice générale de l'école. C'est la première fois qu'une femme est nommée à ce poste depuis la création de l'école. Elle succède à ce poste à l'ingénieur général de l'armement hors classe François Bouchet, qui occupait ce poste depuis décembre 2016 et le départ d'Yves Demay, admis en 2e section des officiers généraux.
À la fin du mandat de Jacques Biot, premier président « exécutif » de l'École polytechnique, François Bouchet est nommé président du conseil d'administration par intérim selon un arrêté daté du 29 juin 2018. Par décret du 3 août 2018, Éric Labaye, directeur associé chez McKinsey, est nommé président à compter du 17 septembre 2018. À la fin de son mandat en septembre 2023, c'est Laura Chaubard qui est chargée de l'intérim.
Outre la directrice générale, un directeur de l'enseignement et de la recherche est placé sous l'autorité directe du président du conseil d'administration. Le conseil de l'enseignement et de la recherche est un organe composé de personnalités du monde académique et industriel et guide l'École dans ses choix stratégiques en matière de recherche, d'innovation et de formation. Auparavant, existait le conseil d'enseignement, héritier du conseil d'instruction, lui-même successeur du conseil de l'École.
La commission amont prépare les décisions du conseil d'administration relatives au concours d'admission, en fonction de l'évolution des classes préparatoires, tandis que la commission aval analyse les attentes des futurs employeurs des élèves et émet des propositions pour améliorer l'insertion professionnelle de ces derniers.

### Finances
L'École, dont le financement est assuré à près de 80 % par l'État, tente de diversifier ses sources de revenus par la collecte de la taxe d'apprentissage auprès des entreprises privées, par des partenariats de recherche et le dépôt de brevets ainsi que par le mécénat avec comme objectif de porter la part de ressources propres à 30 %. Le budget par élève de l'école est en 2013 le cinquième plus élevé des écoles d'ingénieurs françaises, environ six fois supérieur à la moyenne des universités françaises, mais six fois inférieur à celui de Caltech.
En 2012, la Cour des comptes publie un rapport très critique à l'égard de la gestion de l'École polytechnique, dont elle souligne les insuffisances. En particulier, la Cour reproche à Polytechnique l'opacité de sa comptabilité, qui ne permet pas d'établir le coût complet de la scolarité ; la gestion laxiste du personnel enseignant, représentant un surcoût de plus d'un million d'euros ; le manque de contrôle des chaires d'entreprise ; le coût des élèves étrangers, d'environ 75 000 euros par élève et la suppression de facto de la « pantoufle ». La Cour insiste aussi sur la nécessité d'un « fort accroissement des ressources propres » (par le mécénat, les chaires privées, la valorisation du prestige de l'école et la formation continue) si l'école veut se développer à la hauteur de ses ambitions. En réponse à ce rapport, le ministre de la Défense Gérard Longuet annonce une certification des comptes dès l'exercice 2013, la mise en conformité de la situation des enseignants avec la loi, la reprise en main de la gestion des chaires d'entreprise et le rétablissement de la « pantoufle ».
En 2020, la Cour des comptes consacre à nouveau un chapitre de son rapport à l'école, critiquant sa stratégie. Les critiques de la Cour portent sur divers sujets : une faible diversité des recrutements, un suivi défaillant des anciens élèves, une déconnexion croissante entre l'école et la sphère publique, une offre de formation foisonnante et coûteuse, une stratégie en matière de recherche peu lisible, les implications coûteuses du choix de quitter Paris-Saclay, des résultats déficitaires sur cinq exercices — éléments qui témoignent de points de faiblesse significatifs au regard tant de l'équilibre financier que de l'organisation budgétaire et comptable de l'école avec des procédures peu formalisées et un contrôle de gestion insuffisant ; il soulève la question du statut et de la rémunération des élèves. En conclusion de sa réponse, le président du conseil d'administration indique que « l'École polytechnique possède une stratégie claire s'appuyant sur ses forces historiques et son excellence. Sa feuille de route, complètement intégrée à celle d'IP Paris, appelle une mise à niveau de sa gestion, déjà lancée depuis un an. L'École est totalement mobilisée sur la recherche de financements externes qui demeurent indispensables au retour à l'équilibre financier durable et apte à soutenir l'ambition de son développement et de sa transformation. »

#### Pantoufle
La « pantoufle » est un terme de l'argot polytechnicien, construit par opposition à la « botte ». Il désigne à l'origine le fait pour un ancien élève d'être recruté dans une entreprise privée plutôt que de servir comme haut fonctionnaire, ce qu'on appelle de ce fait pantouflage. Par extension, la pantoufle est aussi le nom courant du remboursement des frais de scolarité si l'élève quitte l'école avant la fin de la scolarité ou n'effectue pas dix ans de service dans le corps de l'État dans lequel il est engagé. Les « frais de scolarité » désignent les rémunérations (solde et indemnité représentative de frais) perçues par les élèves au cours de leur scolarité, hors coût de l'enseignement lui-même et hors couverture sociale et avantages annexes.
Le principe est ancien, il a été régit notamment par un décret de 1970, qui actualisait des règlements antérieurs. La pantoufle a néanmoins été inexistante pour les élèves depuis la réforme du cursus polytechnicien de 2000 jusqu'à la promotion entrée en 2015. En effet, avant cette réforme, étaient notamment dispensés de remboursement les élèves qui effectuaient une année de spécialisation portant à la délivrance d'un diplôme français ou étranger. Cette disposition avait pour objectif d'inciter les élèves à poursuivre leur formation au-delà des trois ans. Or, la réforme ayant porté le cursus à quatre ans, l'année de spécialisation est devenue obligatoire et tous les élèves ont été exemptés de facto du remboursement.
À la suite du rapport de la Cour des comptes de 2012, le rétablissement de la « pantoufle » est étudié, et le conseil d'administration de l'école en adopte le principe en 2013. La pantoufle est finalement rétablie par décret en 2015 qui fixe ses conditions applicables aux élèves entrant à partir de cette année. Dans le cas général, un ancien élève doit effectuer dix ans sur les vingt années suivant sa sortie d'école dans des emplois assimilables à un service public pour être dispensé intégralement du remboursement de ses rémunérations.

## Enseignement et recherche
L'enseignement et la recherche sont organisés en les dix départements suivants : la biologie, l'économie, la chimie, l'informatique, les humanités et sciences sociales, les mathématiques, les mathématiques appliquées, les langues et cultures, la mécanique et la physique. Les départements sont créés en 1969 sous l'impulsion de Laurent Schwartz.

### Formations

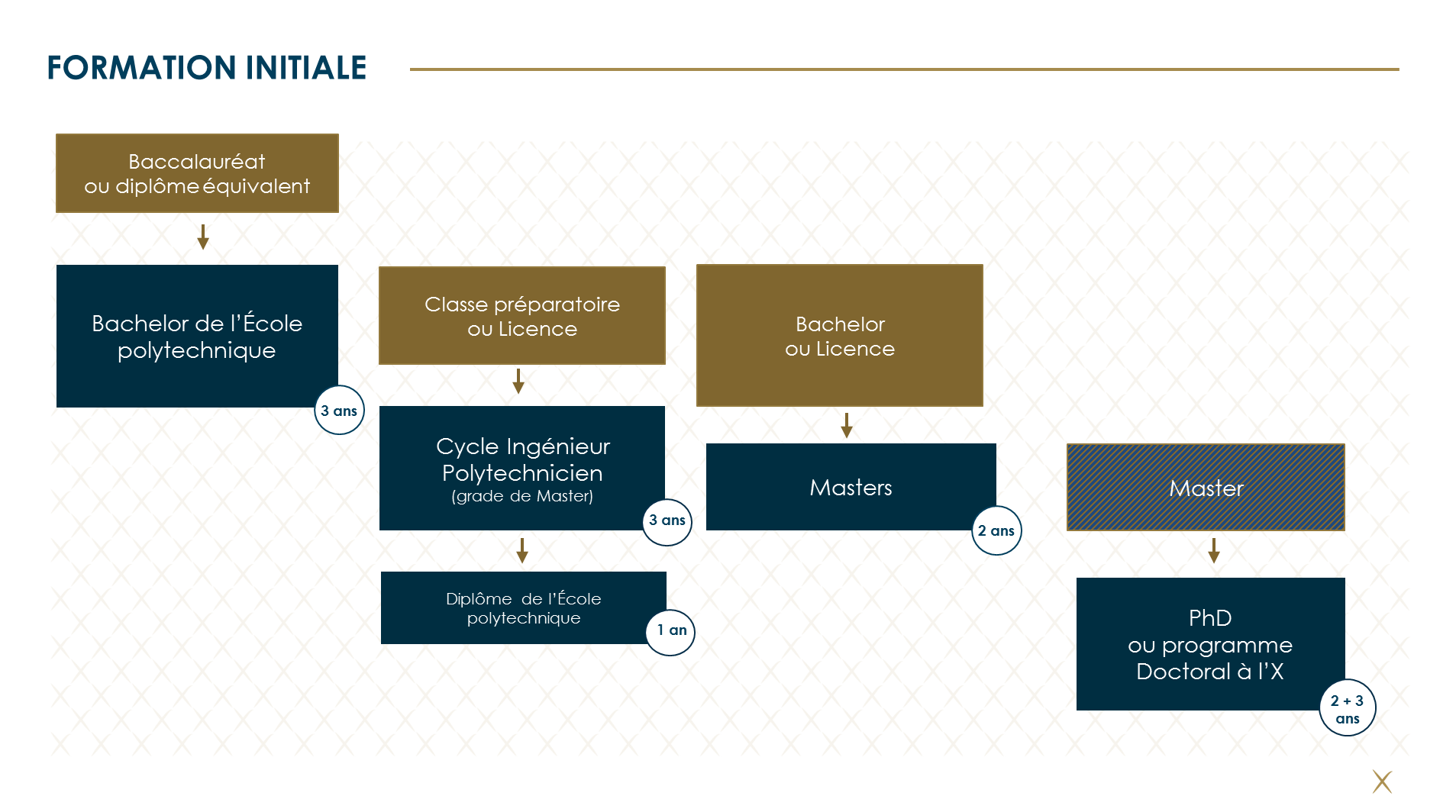
Cycles de formation à l'École polytechnique.

L'École polytechnique propose aux étudiants français et internationaux trois programmes de formation diplômants :
- le bachelor of science, programme post-bac de trois ans dispensé en anglais à partir de 2017[129] qui s'adresse aux élèves français et étrangers. L'admission se fait juste après le lycée, sur la base d'un dossier et d'un entretien oral. La première année se caractérise par un enseignement pluridisciplinaire axé sur les mathématiques, et offre trois double spécialisations en deuxième et troisième année[130] (mathématiques-physique, mathématiques-économie, mathématiques-informatique).
- le cycle ingénieur polytechnicien : créé il y a plus de deux cents ans, il est passé de trois à quatre ans en 2000. Les deux premières années sont consacrées à la formation scientifique pluridisciplinaire associée à un enseignement en humanités et sciences sociales tandis que les deux dernières sont consacrées à la formation approfondie et à la professionnalisation et sont communes avec le cycle master. Les trois premières années permettent d'obtenir le titre d'ingénieur diplômé de l'École polytechnique, qui existe depuis 1937[131]. Ce cycle débouche sur l'attribution du diplôme de l'École polytechnique depuis 2000[132] ;
- le cycle master, depuis 2005, qui dure deux ans et accorde le grade de Master[71] ;
- l'X propose des programmes de grade master en deux ans. Ces Graduate degree, entièrement dispensés en anglais, sont centrés sur les forces et atouts de la formation polytechnicienne : proximité avec les entreprises et réponses aux besoins de l'industrie, enseignement pluridisciplinaire en sciences dures et sciences de l'ingénieur, formation adossée à la recherche et combinée à des études en mode projet, ouverture aux sciences sociales (management, économie…) et pratique régulière du sport[133] ;
- le cycle doctoral, formation de recherche d'une durée de trois ans après le cycle master s'appuyant sur les vingt laboratoires du centre de recherche qui débouche depuis 1985 sur l'attribution du diplôme de docteur de l'École polytechnique[70],[71] remplacé à partir de 2015 par le diplôme de « doctorat de l'université Paris-Saclay préparé à l'École polytechnique », puis après la sortie de l'université Paris-Saclay par le diplôme de « doctorat de l'institut polytechnique de Paris préparé à l'Ecole polytechnique » [134] ;
- l'École polytechnique propose un programme doctoral intégré, en 5 ans, conduisant au diplôme de Docteur. L'objectif de ce programme est de proposer une formation en recherche à des étudiants qui souhaitent poursuivre une carrière internationale dans des institutions académiques ou des entreprises de premier plan. Les deux premières années du programme, qui correspondent à un grade de Master, sont conçues pour permettre aux étudiants de s'approprier les outils nécessaires pour mener un projet de recherche ambitieux. Les trois années suivantes sont entièrement dédiées au projet de recherche conduisant au diplôme de Doctorat[135].

De plus, l'école propose aux seuls étudiants internationaux deux programmes non diplômants :
- le programme d'échange international (PEI), suivie d'une partie des enseignements du cycle ingénieur et stage de recherche d'une durée minimale de trois mois ;
- le programme de stage pour étudiants internationaux (PSEI), stage de recherche en laboratoire d'une durée de 3  à   6 mois proposé aux étudiants des universités partenaires.

#### Cycle ingénieur polytechnicien

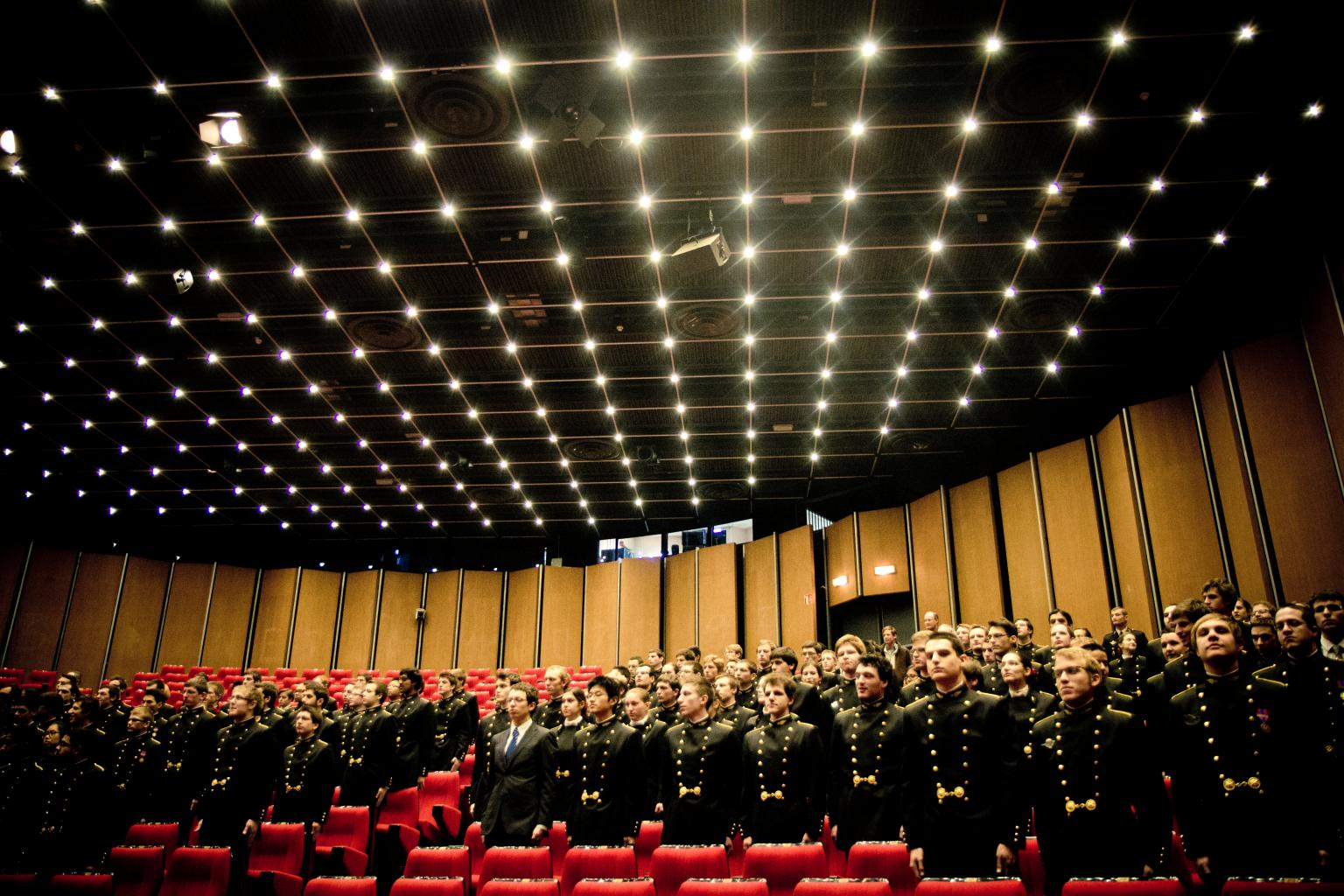
Conférence à l'École polytechnique.

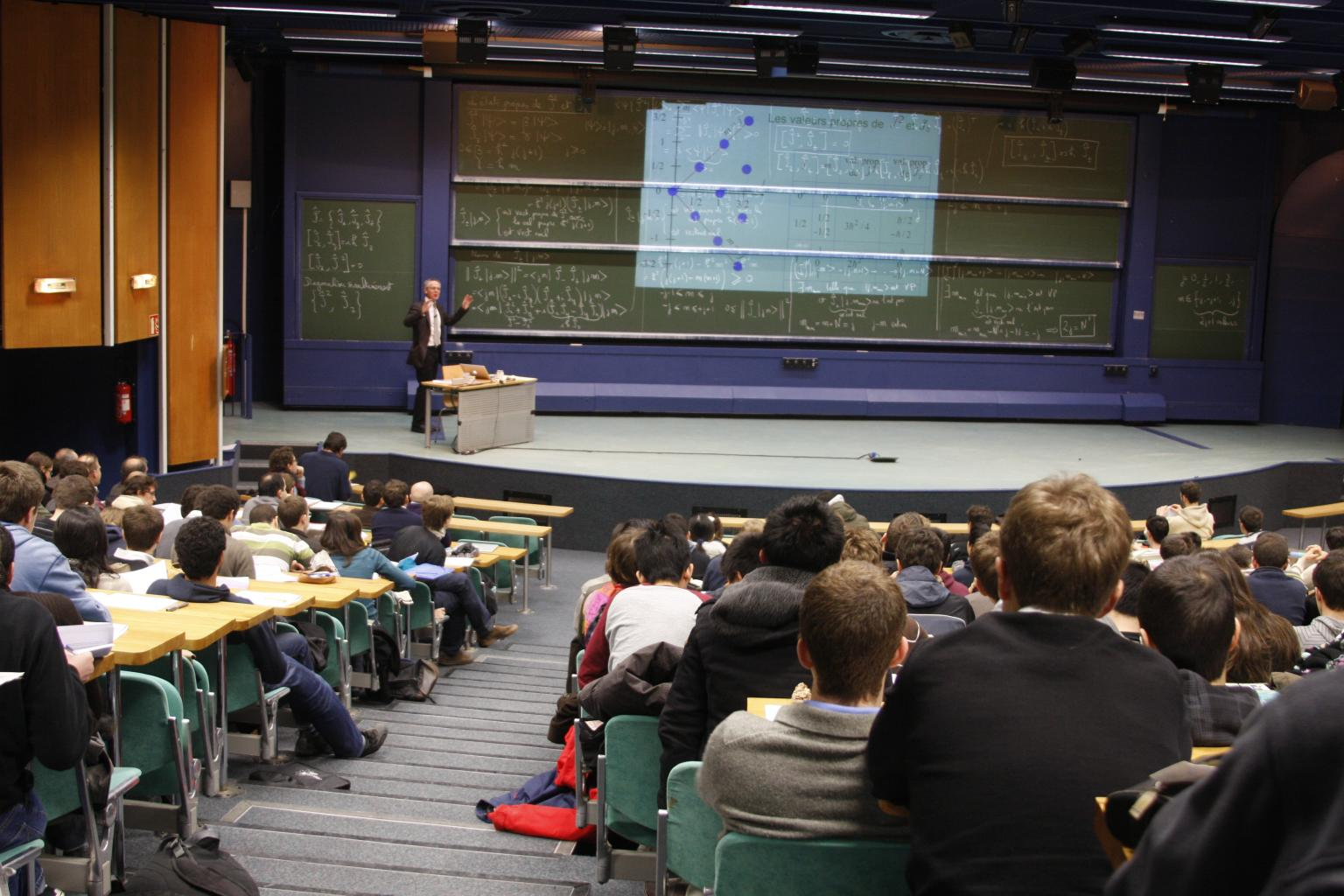
Cours magistral en amphithéâtre.

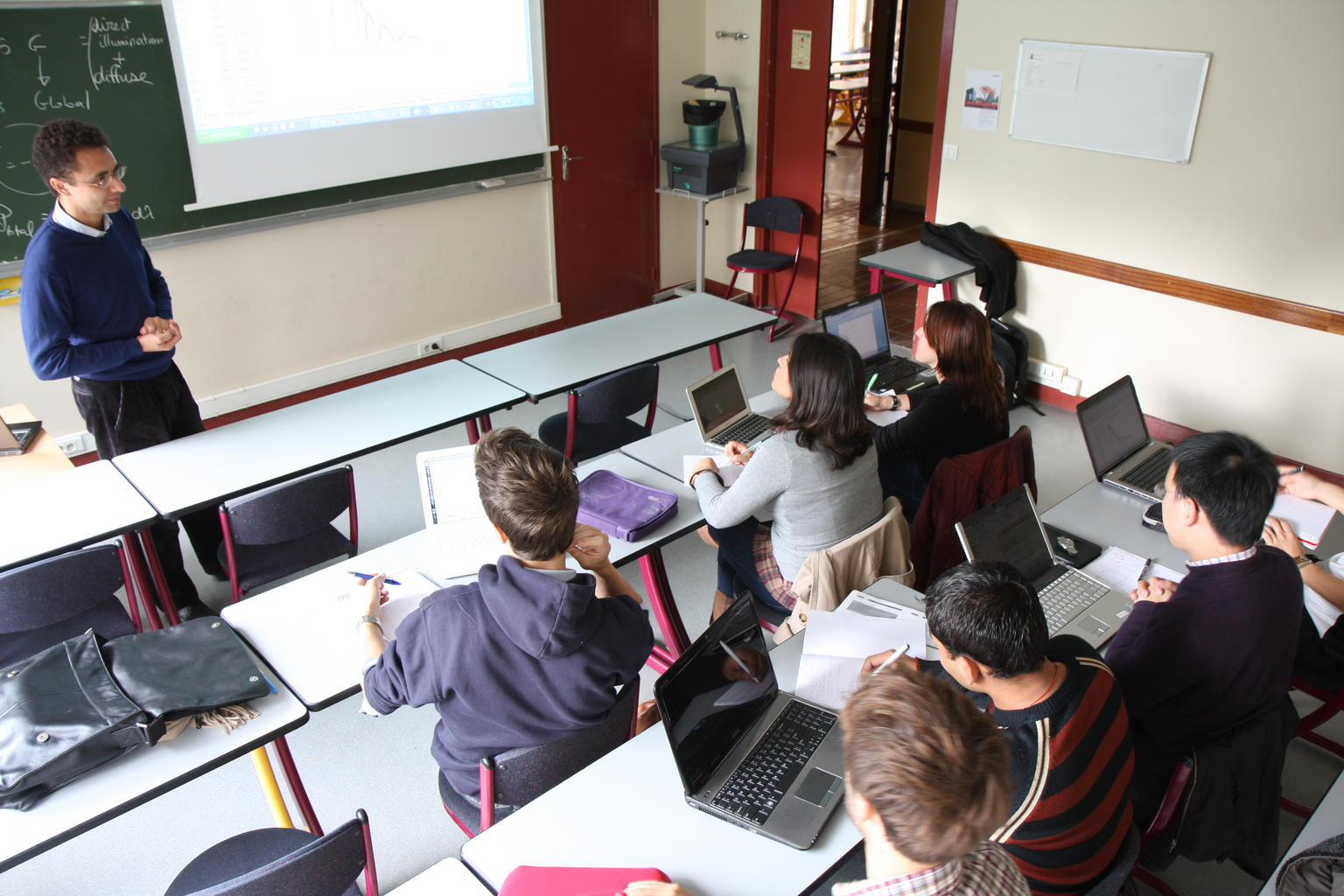
Cours en « petite classe ».

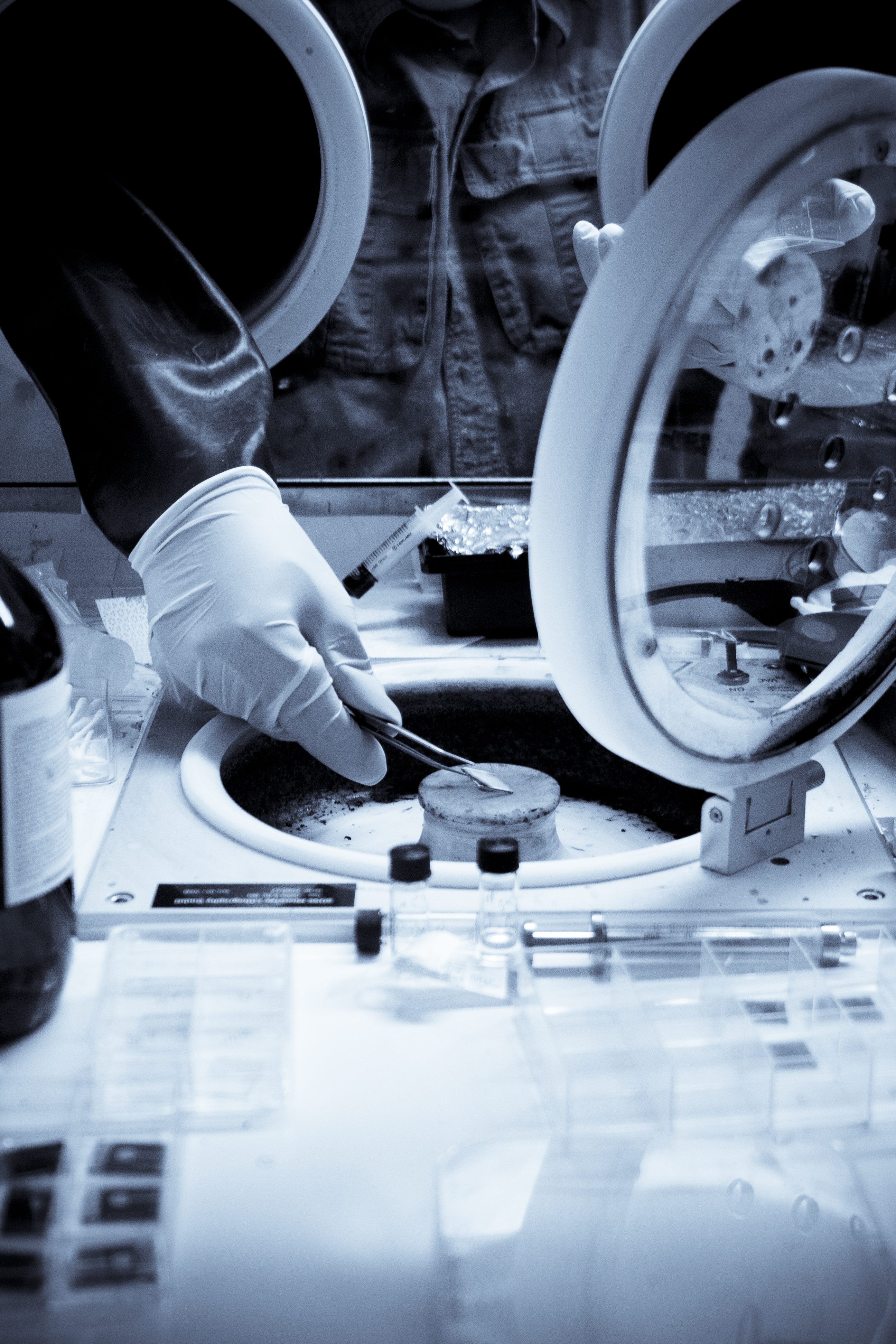
Module appliqué en laboratoire.

C'est la formation historique de l'école, dispensée depuis sa création. L'École polytechnique délivre à ses élèves une forte culture scientifique générale qui fait partie d'une longue tradition. Ainsi le Ministre de la Guerre Alexandre Millerand dit, lors de sa visite à Polytechnique en 1912 : « Nous ne sommes pas ici dans une école spéciale, mais bien au contraire dans une école d'enseignement supérieur, de haute formation intellectuelle. Ce qu'on y apprend n'est pas toujours, il est vrai, d'une utilité pratique immédiate ; mais il n'en résulte pas que l'objet de votre enseignement forme un bagage inutile, car c'est en matière intellectuelle, par-dessus tout, qu'il est juste de ne pas omettre le superflu, chose nécessaire. » À cette formation d'ingénieur généraliste s'ajoutent des cours d'humanités et de sciences sociales. Ainsi, le cours de « grammaire et belles lettres » est introduit dès 1804 et confié à François Andrieux, la chaire d'Histoire est créée en 1862 et confiée à Victor Duruy et les cours d'économie apparaissent en 1904,.
Lorsqu'elle est créée par Monge en 1794, l'école délivre un enseignement limité aux connaissances techniques en usage à l'époque. Une place importante est réservée à l'expérience et aux travaux en laboratoires. Les deux branches principales sont les mathématiques (analyse, géométrie, mécanique et dessin) et la physique (physique générale et chimie). La géométrie descriptive occupe une position considérable. Ce modèle ne dure pas longtemps et l'idéal d'une formation technique générale alliant théorique et pratique est abandonné au profit d'un enseignement abstrait où les applications pratiques sont l'affaire des écoles dite « d'application ». Puis vers 1800 le programme d'enseignement devient plus élevé et plus théorique à l'initiative de Laplace. Les mathématiques, et plus particulièrement l'analyse, prennent alors une place très importante et agissent comme l'outil essentiel de production et de distinction de l'élite technocratique. Ainsi Friedrich Hayek considère que l'école, par son enseignement constructiviste et scientiste, a créé le type même du « spécialiste technique », considéré comme instruit parce qu'il est passé par des écoles difficiles, mais ignorant de la société et de ses problèmes. Les cours sont alors majoritairement constitués d'« amphis » magistraux et tous les élèves suivent les mêmes enseignements. Par la suite, l'enseignement évolue peu dans sa forme : l'école refuse longtemps d'introduire des cours d'électricité ou de mécanique et méprise les laboratoires. Si bien que les cours enseignés en 1880 sont pratiquement les mêmes que ceux de 1830.
En 1941, Louis Leprince-Ringuet rédige un rapport sur l'enseignement à l'école, qu'il décrit comme « assez indigeste et essentiellement livresque ». Il déplore que « la forme de l'enseignement n'[ait] guère varié depuis cent ans ». Il propose alors une réforme profonde de la formation que la guerre, la léthargie de l'école et les résistances des autres enseignants et examinateurs retardent. Les premières réformes aboutissent finalement en 1956 : les cours en petites classes se développent, au détriment des cours magistraux et l'instruction militaire est réduite. Deux ans plus tard Laurent Schwartz est nommé professeur et dès son arrivée il décide de rénover l'enseignement des mathématiques à l'école. À l'époque en effet les cours scientifiques y sont d'abord considérés comme une « formation intellectuelle à l'esprit d'analyse et à l'esprit de synthèse » et comme une « gymnastique intellectuelle et non [comme un] enseignement de connaissances ». La réforme de 1970 met en place un tronc commun d'enseignements et des options. La volonté de donner un enseignement scientifique fondamental est alors clairement affirmée, en rupture totale avec la conception qui prévalait depuis le début du XIXe siècle selon laquelle il fallait enseigner une science « utile » car « Polytechnique forme des ingénieurs et non des savants ». Par ailleurs les travaux en laboratoires sont intégrés au programme de la dernière année et de nouvelles matières sont introduites comme les sciences économiques en 1969,, l'informatique en 1976 puis la biologie en 1985,.
Le cycle de formation d'ingénieur se déroule sur quatre ans depuis la réforme X 2000 :
- 1re année : formation humaine et militaire de fin août à fin avril et puis tronc commun jusqu'à mi-juillet ;
- 2e année : formation pluridisciplinaire puis stage en entreprise (anciennement stage ouvrier puis stage de contact humain) ;
- 3e année : approfondissement scientifique de septembre à avril (choix d'une thématique dominante) puis stage de recherche ;
- 4e année : spécialisation : dans une école partenaire, comme élève ingénieur « classique » ou comme ingénieur d'un corps technique de l'État, en seconde année de grade de master, ou dans une université étrangère comme Harvard, le MIT, Stanford, Oxford, l'Imperial College, l'EPFL, London School of Economics ou ETHZ[146].

Les élèves reçoivent des enseignements spécifiques obligatoires en humanités et sciences sociales, qui se rapprochent de cours de culture générale. Les choix proposés incluent des enseignements sur l'histoire, la musique, l'architecture, l'art, la politique, l'épistémologie ou encore le monde de l'entreprise et la gestion. Tous les élèves du cycle ingénieur étudient l'anglais plus au moins une autre langue vivante parmi les huit proposées et environ 20 % des élèves en moyenne apprennent trois langues vivantes. Enfin, la section français langue étrangère (FLE) a elle aussi mis en place ces dernières années un dispositif d'enseignement de la langue et de la culture françaises pour les élèves étrangers.
Le sport occupe une place importante dans la vie des deux promotions d'élèves ingénieurs qui se côtoient sur le campus. Les élèves ont six heures de sport hebdomadaires et sont regroupés en seize sections sportives qui déterminent les quatre compagnies par promotion. Les sections sportives sont encadrées par au moins un sous-officier qui est généralement également l'entraineur de la section, assisté d'autres sous-officiers et d'entraîneurs civils.

##### Formation humaine et militaire

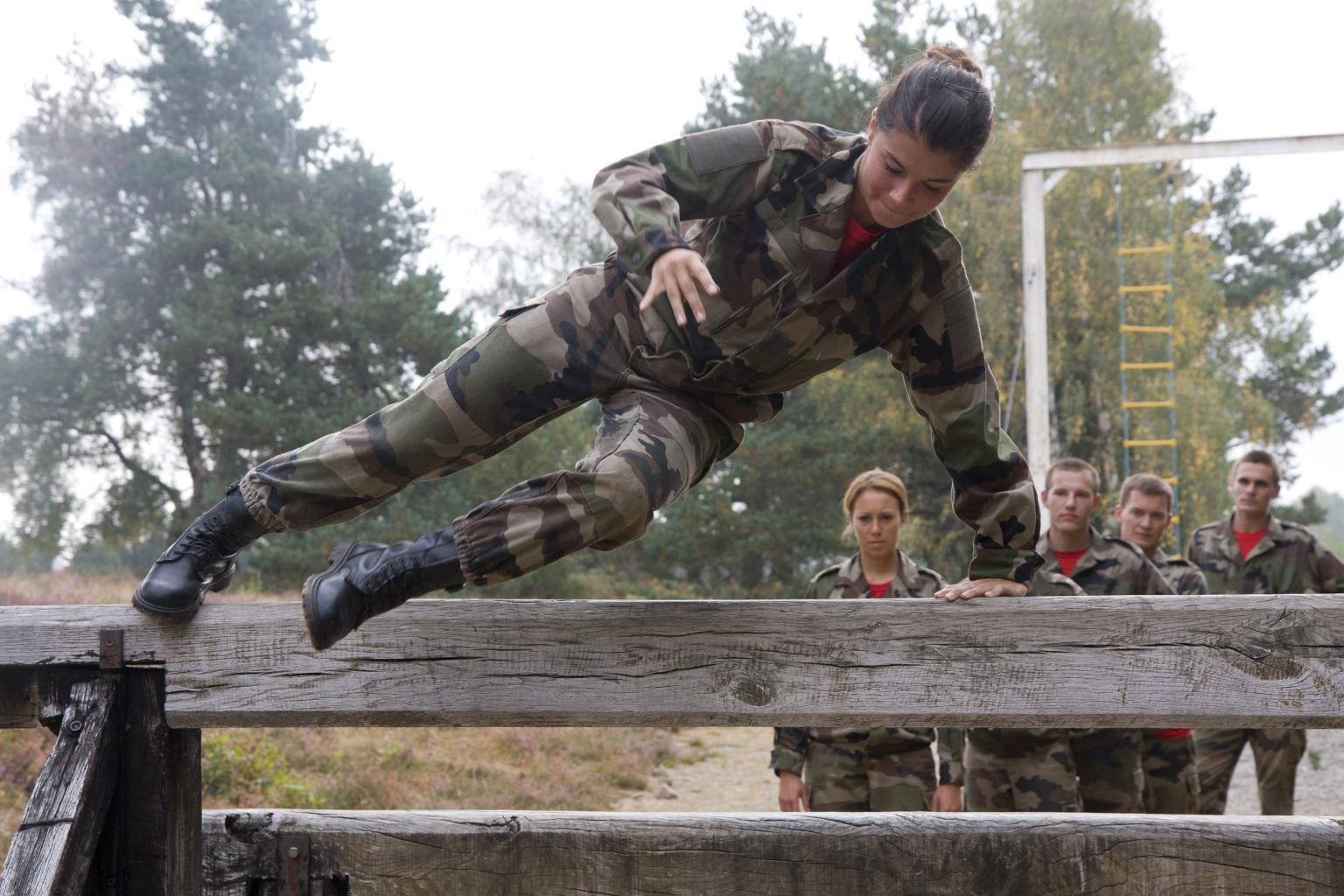
Élèves de l'école lors de leur formation militaire initiale à La Courtine.

Les élèves de l'École polytechnique de nationalité française sont sous statut militaire d'officier durant leur scolarité. Les polytechniciens sont nommés aspirant par arrêté du ministre de la Défense à compter du premier jour de la deuxième année suivant leur incorporation, à ce titre, ils perçoivent une solde. Le dernier jour de leur scolarité, sous réserve d'avoir obtenu le titre d'ingénieur diplômé de l'École polytechnique, ils sont nommés sous-lieutenant, ou enseigne de vaisseau de 2e classe, sous contrat de l'armée, ou de la gendarmerie nationale, au sein de laquelle ils ont effectué leur stage de formation d'élève officier.
Les polytechniciens suivent une formation militaire initiale (FMI) d'élèves-officiers. Cette formation a lieu au camp de La Courtine depuis 2009. Depuis 2010, la FMI est ouverte aux élèves étrangers volontaires de la voie 1 (filière classes préparatoires). À la suite de cette formation, les élèves français suivent un service militaire ou civil au cours de leur première année scolaire. Ce stage, dit de formation humaine et militaire a vu sa durée réduite à sept mois et demi, formation initiale incluse, à la suite de la suspension du service national et de la réforme X 2000 de la scolarité.
Les stages militaires, réservés aux élèves français, peuvent se faire au sein de l'Armée de terre (avec une formation initiale complémentaire au sein du 4e bataillon de l'École spéciale militaire de Saint-Cyr sauf pour la brigade de sapeurs-pompiers de Paris), environ 125 postes ; dans l'Armée de l'air (avec une formation initiale complémentaire à l'École de l'air), qui propose environ 60 postes ; dans la Marine nationale (avec une formation initiale complémentaire à l'École navale ou à l'École des fusiliers marins à l'exception du bataillon de marins-pompiers de Marseille), environ 60 postes ; dans la Gendarmerie nationale (avec une formation initiale complémentaire à l'École des officiers de la Gendarmerie nationale), environ 60 postes ; ou encore à la direction générale de l'Armement, environ 10 postes.
Les stages civils (environ 140 au total) existent depuis 1997 et sont ouverts aux élèves français et aux élèves étrangers francophones volontaires. Ils peuvent se faire au sein de nombreux organismes, dont la Police nationale, avec une formation initiale complémentaire à l'École nationale supérieure des officiers de police, environ 15 postes ; l'Éducation nationale ; la Fondation d'Auteuil ; ATD Quart Monde ; l'Ordre de Malte ; les Maisons des jeunes et de la culture (MJC).
L'autorité commandant l'école est un général. Le chef de corps est généralement un colonel. Chaque promotion est encadrée par un commandant de promotion, généralement du grade de lieutenant-colonel, qui suit les élèves pendant toute leur scolarité. Chaque compagnie est encadrée par un commandant d'unité, subordonné au commandant de promotion, officier du grade de lieutenant, capitaine ou commandant. Les chefs de section sportive sont des sous-officiers sous l'autorité du commandant d'unité qui assurent simultanément des missions d'encadrement et de moniteur de sport.

##### Spécialisation de4eannée
Les élèves effectuent une 4e année de spécialisation en France ou à l'étranger. Celle-ci peut s'effectuer de diverses façons : par une formation proposée par un grand corps de l'État ; par une formation d'ingénieur ou de management dans une école partenaire, anciennement dite d'application ou de spécialisation ; par une spécialisation de grade de master, dans le cadre des masters de l'École polytechnique ou dans une université partenaire ; ou encore par une formation par la recherche (Doctorat/PhD), dans le cadre de l'école doctorale de l'institut polytechnique Paris ou dans un autre établissement.
Historiquement, les élèves recevaient une formation très générale à l'École polytechnique avant de se spécialiser lors de leur dernière année dans un domaine particulier comme les ponts, les mines ou les télécommunications. Ce modèle a tendance à évoluer aujourd'hui, en particulier vers la recherche.
Le format général de la formation de spécialisation est de trois semestres : deux semestres d'enseignements diplômants et un semestre de stage ou de projet, suivi et évalué, en entreprise ou en laboratoire de recherche.

###### Les corps de l'État
La haute fonction publique, les corps techniques de fonctionnaires et les armées recrutent les élèves français, sur classement, à la sortie de l'école. Les élèves suivent alors également une formation technique, généralement dans une école partenaire (anciennement dite école d'application) mais aussi, selon les cas, en formation par la recherche (doctorat), en France ou à l'étranger.
Le corps des officiers des armées (armée de terre, armée de l'air, Marine nationale, gendarmerie nationale, service de santé des armées et service du commissariat des armées, administrateur des affaires maritimes) fait partie des corps recrutant des polytechniciens,.
Les corps civils d'ingénieurs recrutent aussi des polytechniciens, notamment le corps des administrateurs de l'INSEE à l'ENSAE ; le corps des ingénieurs des mines aux Mines Paris, les élèves choisissant ce corps étant appelés « X-Mines » ; le corps des ingénieurs des ponts, des eaux et des forêts au sein d'AgroParisTech ou de l'École des Ponts pour les « X-Ponts ». Les élèves s'orientant vers la haute fonction publique sont appelés corpsard dans l'argot polytechnicien. Le corps des ingénieurs de l'armement est également recruteur, avec l'ENSTA Paris, l'ENSTA Bretagne, ISAE-SUPAERO, Télécom Paris ou les universités étrangères.

###### Les écoles partenaires
Ces écoles en convention permettent aux élèves d'acquérir une connaissance générale et une compréhension approfondie des sciences, des techniques et des applications industrielles dans un secteur professionnel spécifique. À l'origine, seules des écoles d'ingénieurs étaient partenaires. Depuis 2002 néanmoins, HEC Paris fait partie des écoles de spécialisation et propose trois spécialisations : X-HEC Strategic Management, X-HEC Finance et X-HEC Entrepreneurs. En 2012 la coopération s'est accrue entre les deux écoles avec la création d'un double diplôme en cinq ans pour la rentrée 2013.

#### Cycle master

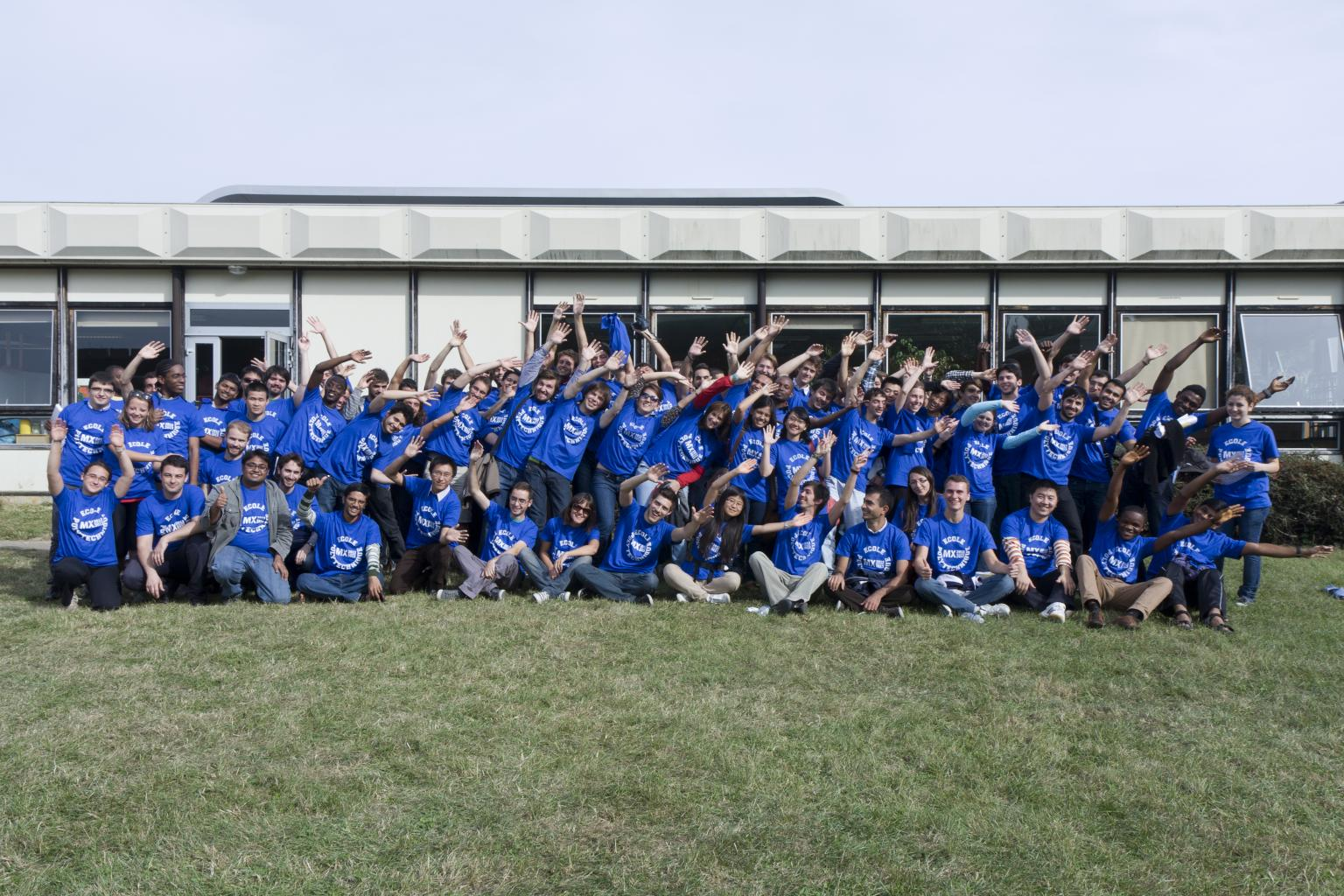
Promotion 2012 des élèves de masters.

L'École polytechnique propose la préparation de diplômes conférant le grade de master au sein de la Graduate School parmi les dix programmes suivants : biologie ; chimie ; économie ; informatique et systèmes ; mathématiques ; mathématiques appliquées ; mécanique et sciences de l'environnement ; physique et applications ; sciences, technologies, société, innovation et sciences pour l'énergie. Certains masters sont enseignés en anglais et à terme l'usage de l'anglais doit être systématisé.
En juin 2023, Polytechnique ouvre un diplôme d'établissement en data appliquées aux affaires publiques délivrant le grade de Master, avec pour partenaire la Cour des comptes.
La durée des masters est de deux ans (120 ECTS). La première année, M1 (60 ECTS), est organisée autour de la 3e année du cycle polytechnicien.
La seconde année, M2 (60 ECTS) ou année de spécialité repose sur un cursus organisé conjointement en cohabilitation avec d'autres organismes d'enseignement supérieur. Les établissements partenaires se trouvent pour la plupart en Île-de-France (notamment l'École normale supérieure, d'autres grandes écoles du pôle ParisTech ou encore Sciences Po Paris, les universités Paris 6 et Paris-Sud) ou à l'étranger. Certains masters sont labellisés ParisTech.

#### Cycle doctoral
Les docteurs sont formés au sein de la Graduate School dans l'ensemble des domaines couverts par les vingt laboratoires du centre de recherche. Plus de cent thèses sont ainsi soutenues chaque année au sein de l'école doctorale de l'École polytechnique. Quelques-unes des meilleures thèses soutenues chaque année sont distinguées par le Prix de thèse de l'École polytechnique ainsi que par le Prix de thèse ParisTech. L'École doctorale de l'École polytechnique s'est vu attribuer la note globale maximale de A+ par l'Agence d'évaluation de la recherche et de l'enseignement supérieur en 2009. L'agence a en particulier constaté la « très grande qualité scientifique, reconnue au niveau international », les « moyens exceptionnels » et la « gestion et l'animation remarquables » de l'école. L'École doctorale sera abandonnée fin 2013 au profit des nouvelles écoles doctorales de l'université Paris-Saclay.

#### Formation en ligne
En février 2013, l'École polytechnique devient le premier établissement français à rejoindre Coursera, la plateforme de cours en ligne ouvert et massif. L'École propose à partir de la rentrée 2013 des cours de mathématiques appliquées, de mathématiques et d'informatique,. L'École propose aussi des cours sur la plateforme OpenClassrooms.

#### "Executive Education"
En mars 2015, l'X crée l'« École Polytechnique Executive Education », marque qui réunit l'ensemble de son offre de formation executive. Les participants qui remplissent toutes leurs obligations reçoivent un diplôme de l'École polytechnique. Elle propose également un mastère spécialisé en gestion de projet avec l'ESSEC et des programmes certifiants dans de nombreux domaines, tels que les objets connectés ou l'entrepreneuriat.

### Activités de recherche

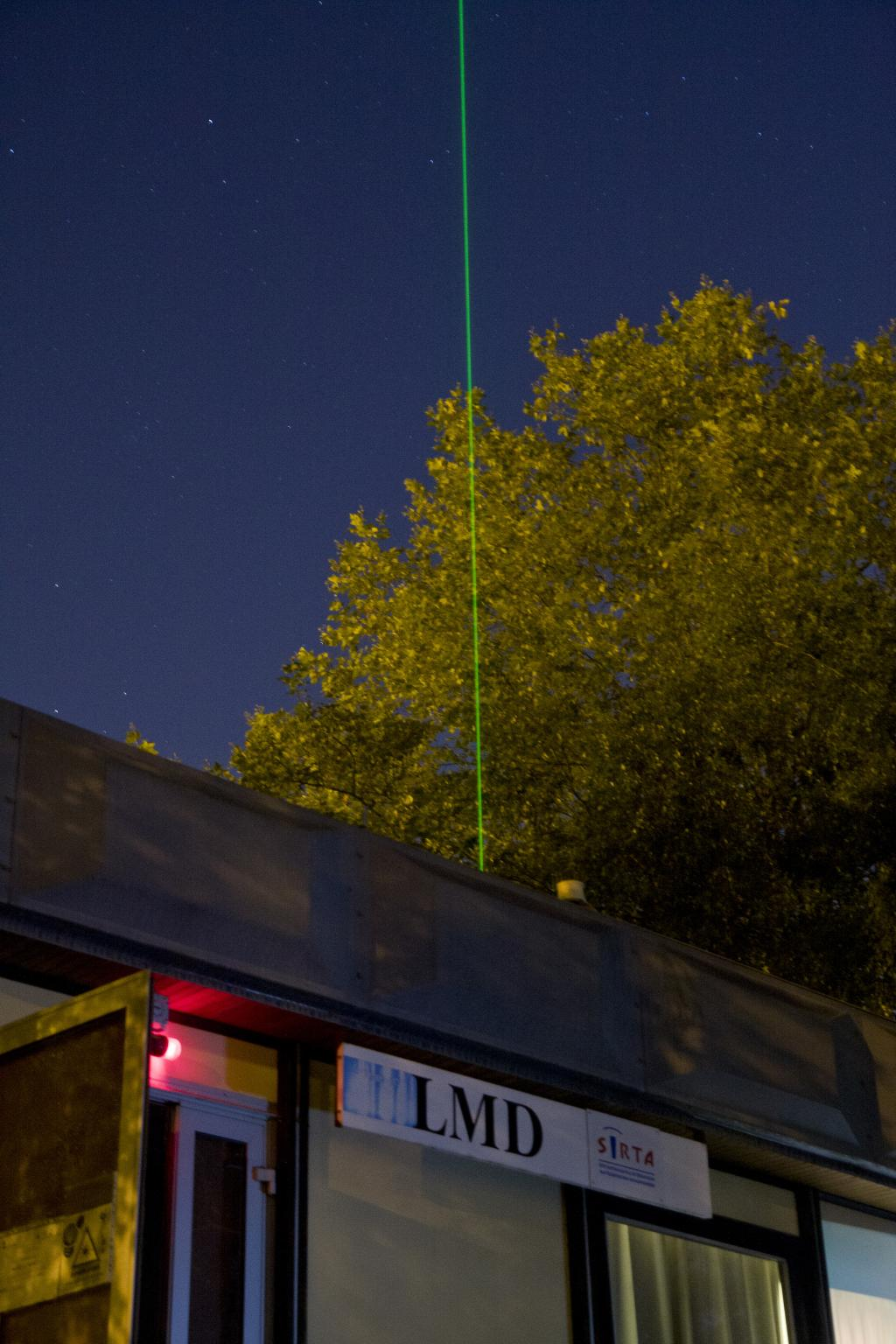
Extérieur du laboratoire de météorologie dynamique (LMD).

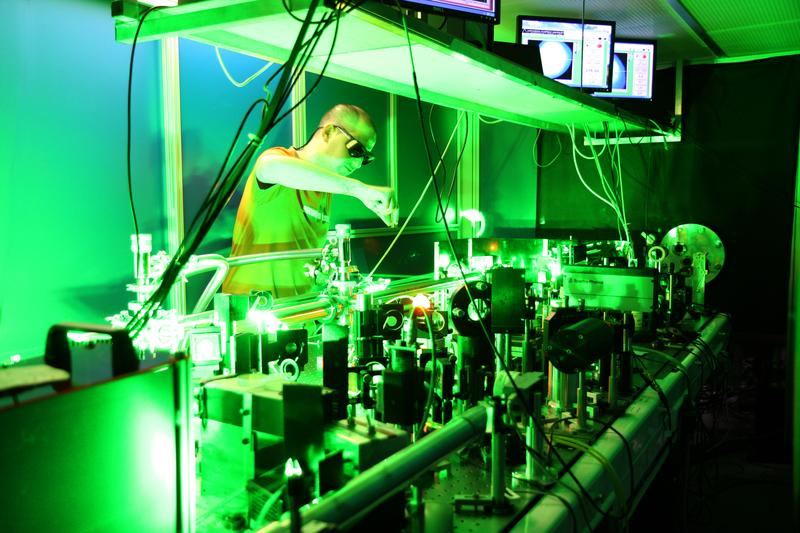
Laboratoire d'optique appliquée (LOA).

Si à sa création en 1794, l'école dispose de laboratoires destinés aux activités pratiques des élèves, ce qui constitue une exceptionnelle nouveauté pour l'époque, le véritable développement des laboratoires date des années postérieures à la Seconde Guerre mondiale. La militarisation de l'école entraîne en effet la diminution des activités de recherche et à partir de 1870 Polytechnique laisse à l'École normale supérieure le rôle de grand établissement d'élite scientifique, les laboratoires sont vétustes et en 1908 André Blondel déplore un enseignement « fermé à toute conception expérimentale ». Il faut attendre 1936 pour voir le retour de Polytechnique à la recherche moderne, avec la création du centre de recherches physiques à l'initiative de Louis Leprince-Ringuet. En 1939, le décret Suquet autorise à faire de la recherche au sein des Corps, d'autres laboratoires sont créés par la suite mais de façon anarchique, sans statut ni comptabilité. L'École reconnaît finalement les laboratoires et leur gestion en 1957 puis un décret du 4 juillet 1959 élève la recherche au rang de service civil. Après la guerre, les polytechniciens s'impliquent largement dans le CEA alors que le CNRS est d'abord une création d'universitaires largement issus de l'École normale supérieure. Mais lorsque Laurent Schwartz arrive comme professeur en 1958 il déplore qu'il n'y ait presque pas de chercheurs qui sortent de l'École.
Le transfert de l'école sur le plateau de Saclay dans les années 1970 créé une impulsion nouvelle pour la recherche, à l'initiative notamment du mathématicien Laurent Schwartz, qui se traduit par un très fort développement des laboratoires, greffés pour certains avec le CNRS. Depuis, la recherche se développe continuellement. L'École doctorale de l'École polytechnique (EDX) est créée en 1985 ainsi que le diplôme de docteur de l'École polytechnique et en 2010 la Graduate school s'ouvre pour réunir l'EDX et la Direction des programmes masters. Ainsi en 2010, 30 % des diplômés sont inscrits en doctorat, contre 18 % en 2006, et depuis cette année Polytechnique fournit plus de docteurs en sciences exactes que l'ENS Ulm. En 2012, Polytechnique est par ailleurs la deuxième école de France en termes d'importance des contrats de recherche et du nombre de doctorants. Depuis 2013, tous les élèves du cycle polytechnicien réalisent aussi un stage de recherche de 6 mois en laboratoire, en France ou à l'étranger, au cours de leur 3e année. L'École abrite vingt-deux laboratoires de recherche, répartis en neuf départements, représentant 1 600 personnes dont 640 chercheurs. Ces laboratoires sont situés sur le site même ou à Paris et sont des unités mixtes avec le CNRS, parfois sous la tutelle d'autres institutions comme le CEA, l'INRIA, l'INRA, l'ENSTA ParisTech ou encore d'autres universités partenaires. La construction de nouveaux laboratoires commence en 2011 et aboutit à un doublement de la surface consacrée à la biologie, pour atteindre 4 000 m2 à fin 2014. À partir de 2013, l'École polytechnique ouvre ses laboratoires aux médecins (praticiens hospitaliers et internes) afin de développer des applications dans le domaine de la santé. Malgré cela certains critiquent la faiblesse de la recherche à Polytechnique. En particulier François Garçon estime que la recherche y est essentiellement le fait de non polytechniciens, simplement rattachés aux laboratoires du CNRS.
L'École est membre fondateur des deux réseaux thématiques de recherche avancées (RTRA) Triangle de la physique et Digiteo et de la Fondation Mathématique Jacques Hadamard. Ces trois projets rassemblent plusieurs établissements, laboratoires et chercheurs autour d'un même thème. De plus l'École polytechnique participe à sept projets Équipex et à dix projets Labex.
Plus de 1 250 publications dans des revues scientifiques sortent de ces laboratoires chaque année, contre une dizaine jusqu'en 1989, et en moyenne vingt brevets sont publiés par an. L'École polytechnique utilise l'Hyper articles en ligne (HAL) pour ces publications. De plus l'école publie des ouvrages scientifiques aux Éditions de l'École polytechnique ainsi qu'une revue scientifique annuelle intitulée FlashX depuis juillet 2005. De 1794 à 1939, le Conseil d'instruction de l'école publie une revue scientifique, le Journal de l'École polytechnique.

### Classements
Classements nationaux (classée en tant qu'École Polytechnique au titre de son diplôme d'ingénieur)
| Nom                  | Année | Rang |
| -------------------- | ----- | ---- |
| DAUR Rankings        | 2023  | 1    |
| L'Étudiant           | 2021  | 1    |
| L'Usine Nouvelle     | 2021  | 1    |
| etudiant.lefigaro.fr | 2022  | 1    |

Classements internationaux (classée en tant qu'Institut Polytechnique de Paris)
| Nom                    | Année     | Rang (monde) | Rang (France) |
| ---------------------- | --------- | ------------ | ------------- |
| CWUR                   | 2022-2023 | 43           | 5             |
| QS Top Universities    | 2023      | 48           | 2             |
| Shanghai Ranking       | 2022      | 301-400      | 13-16         |
| Times Higher Education | 2022      | 91           | 3             |

L'École polytechnique arrive régulièrement en tête des classements d'écoles d'ingénieurs françaises. En revanche plusieurs critiques ont reproché à l'école ses mauvaises performances dans certains classements internationaux, en particulier dans le classement académique des universités mondiales par l'université Jiao Tong de Shanghai (ARWU). L'École arrive à la position 201-300 dans l'ARWU général, 51-75 dans le domaine des mathématiques, 101-150 en physique et 151-200 en informatique. Aux critiques l'administration de l'école rétorque qu'elle a des moyens bien inférieurs à ses concurrentes (Caltech dispose par exemple d'un budget six fois supérieur pour un nombre d'étudiants équivalent) et sa taille n'est pas adaptée aux classements.
L'X figure ainsi en 2020 à la 30e place mondiale et 3e place française du classement QS « Graduate Employability Rankings » qui classe les universités les plus performantes en termes d'employabilité des étudiants du point de vue des recruteurs. En 2022, l'Institut polytechnique de Paris se classe au 12e rang mondial et au premier rang français de ce même classement.
Les classements qui pondèrent les indicateurs d'évaluation en fonction de la taille de l'établissement lui sont plus favorables (3e place mondiale du classement du Times Higher Education des « small universities » en 2016) et distinguent également l'école en ce qui concerne sa proportion de prix Nobel par ancien élève (6e place mondiale au classement établi par la revue scientifique Nature en 2016).
L'École a pour objectif de faire partie des vingt meilleures universités mondiales en ingénierie et en sciences, pour cela elle mise sur l'augmentation de ses ressources propres (par le mécénat et les chaires d'entreprise), le développement de la recherche et la mutualisation des moyens des écoles, universités, laboratoires et entreprises de Paris-Saclay.

### Relations extérieures

#### Liens avec le monde de l'entreprise

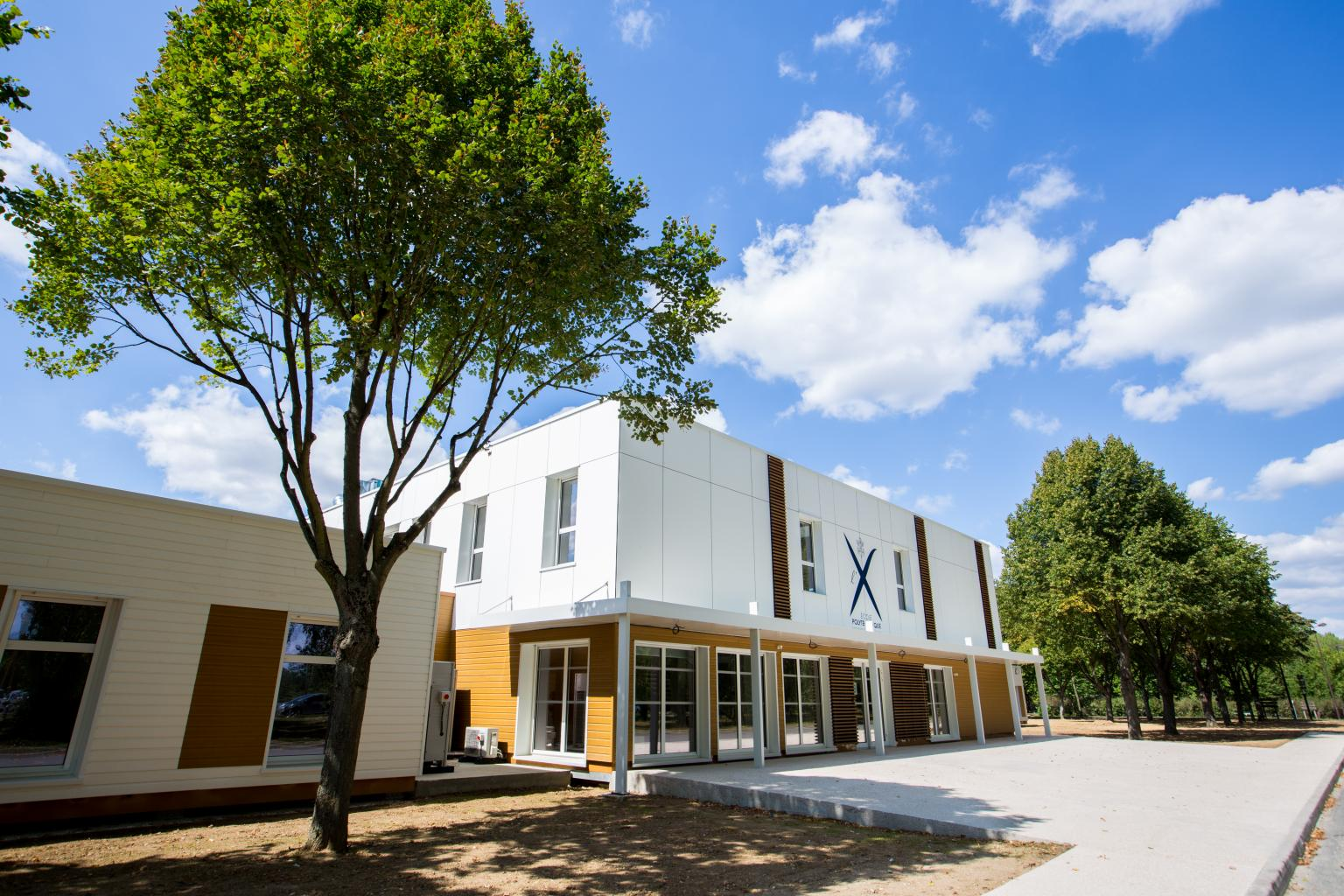
Bâtiment La Fibre Entrepreneur -- Drahi - X Novation Center accueillant le Pôle entrepreneuriat et innovation de l'École polytechnique.

L'École est en lien avec le monde de l'entreprise, à travers des tables-rondes, des visites et des stages. Le X-Forum, organisé chaque fin d'année, permet aux élèves de participer à un forum d'entreprises,. Le cursus ingénieur propose un parcours d'approfondissement en entrepreneuriat en troisième année et 3 diplômes conférant le grade de master dans le domaine de l'innovation et de l'entrepreneuriat. Le Comité de Liaison Entreprises-X (CLEX) permet aux entreprises de faire connaître leurs besoins et leurs attentes en matière de recrutement.
En 2012, une direction de l'innovation et de l'entreprenariat est créé, suivie par le pôle entrepreneuriat et innovation en 2014. En 2015, le bâtiment La fibre entrepreneur– Drahi – X Novation Center est construit pour rassembler en un même lieu toutes les activités entrepreneuriales de l'école. Il rassemble : l'accélérateur X-UP (ouvert à tous, accompagnement sur une durée de 6 mois pour de jeunes entrepreneurs), le fablab X-F4B, un espace de formation, un espace de coworking, la pépinière d'entreprises X-Tech (pour une trentaine de startup) et un espace recherche (pour faciliter les synergies entre recherche et entrepreneuriat).
L'École et sa Fondation ont aussi créé une filiale commune, X-Création, dont la mission est de financer les jeunes entreprises, afin d'assurer leur amorçage, à hauteur de 30 000 € maximum par projet. 2 % des élèves créent leur entreprise à la sortie de l'école. Les élèves peuvent aussi s'investir aussi sein de la junior-entreprise de l'école, XProjets, et les doctorants peuvent réaliser leur thèse en entreprise à travers une convention industrielle de formation par la recherche (CIFRE).
22 chaires d'enseignement et de recherche sont actives en 2016,dans les domaines de l'économie, de l'informatique, des mathématiques appliquées, de la physique, de la mécanique, des humanités et des sciences sociales. Le financement d'une chaire par un industriel se fait au titre du mécénat : l'industriel a accès aux recherches menées dans le cadre de la chaire mais celles-ci restent la propriété de l'école.
Certains estiment que Polytechnique ne forme pas assez à l'innovation et à l'entreprenariat. Déjà en 1994 Bernard Esambert constate que « l'école est à l'évidence coupée de son futur marché direct, l'entreprise ». Par ailleurs dans son discours prononcé en 2009 à Polytechnique, François Fillon remarque que la majorité des élèves s'oriente vers de grandes entreprises alors que « la France manque d'entreprises de taille moyenne innovantes », reprenant ainsi les critiques faites par Auguste Detœuf au début du XIXe siècle : « L'erreur est d'avoir tué, chez les polytechniciens, le goût du jeu et supprimé celui du risque, en leur assurant une carrière sûre et en leur donnant le mépris des richesses ».
TotalEnergies décide en 2020 d'installer sa direction Recherche et innovation dans un bâtiment de 10 000 mètres carrés au cœur du campus de l'École polytechnique et de financer une chaire d'enseignement. Ceci soulève une polémique sur la neutralité scientifique de la formation et l'influence que pourrait exercer le groupe sur les enseignements ou les élèves, en particulier concernant la sortie des énergies fossiles et le changement climatique. Ce que modère la direction rappelant que « ça se saurait si les polytechniciens étaient influençables » et concernant le fait que d'autres grandes entreprises encadrent déjà le campus. Anticor, Greenpeace et une association d'étudiants et anciens élèves (la Sphinx) se mobilisent contre ce projet. Début 2022, après trois recours juridiques et une pétition, TotalEnergies abandonne cette localisation mais confirme l'installation de son pôle « R&D nouvelles énergies & électricité » sur un site existant du plateau de Saclay. La direction de l'École polytechnique regrette cette décision et précise qu'elle « ne remet pas en cause les partenariats avec TotalEnergies, qui sont tous maintenus ».

#### Relations internationales

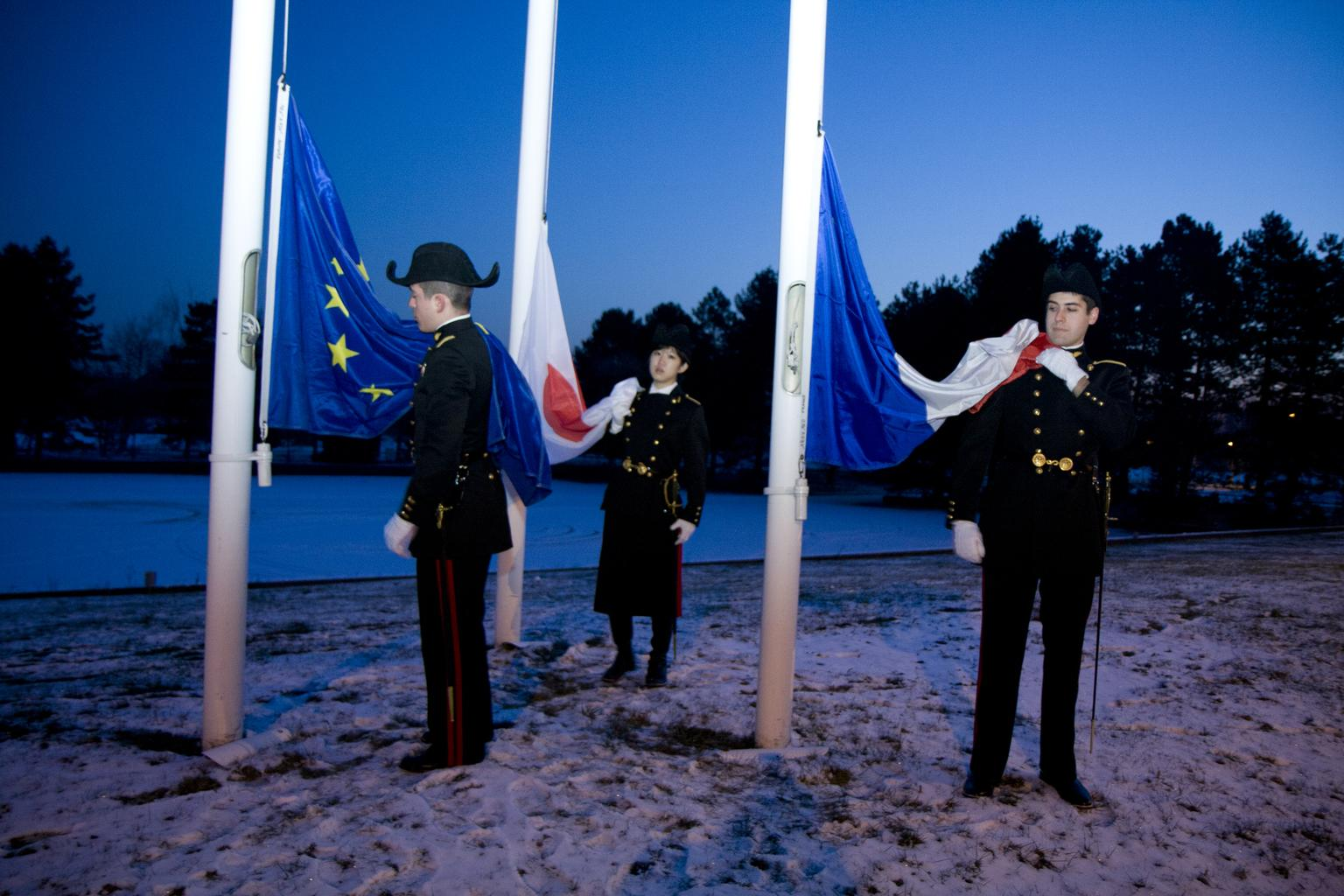
Élève japonaise lors de la cérémonie des couleurs.

D'après le Times Higher Education, l'École polytechnique figure au 16e rang des universités les plus internationales du monde en 2017. Plus de 65 nationalités sont représentées parmi les élèves et 445 scientifiques étrangers sont accueillis pour une durée supérieure à un mois. L'École a noué 215 accords de coopération avec des universités étrangères, dont 32 accords de double diplôme (notamment avec Columbia et Caltech). Depuis 2013, les élèves polytechniciens ont au cours de leur cursus une expérience d'au moins 3 mois à l'étranger que ce soit pour un stage en entreprise, de recherche ou un double diplôme. 35 % des élèves passent l'intégralité de leur 4e année au sein d'une université étrangère.
L'École polytechnique participe de plus au programme Erasmus et fait partie de la ligue IDEA (avec l'Imperial College, TU Delft, ETH Zürich et l'ARTWH Aachen, par l'intermédiaire de ParisTech) et du programme Alliance (avec l'université Columbia, Sciences Po et l'université Paris-1 Panthéon-Sorbonne). L'École polytechnique, en partenariat avec Télécom ParisTech, Mines ParisTech et ENSTA ParisTech, a lancé une formation d'ingénieurs en Chine avec l'université Jiao-tong de Shanghai : SJTU-ParisTech Engineering Institute of Technology (SPEIT).

## Campus

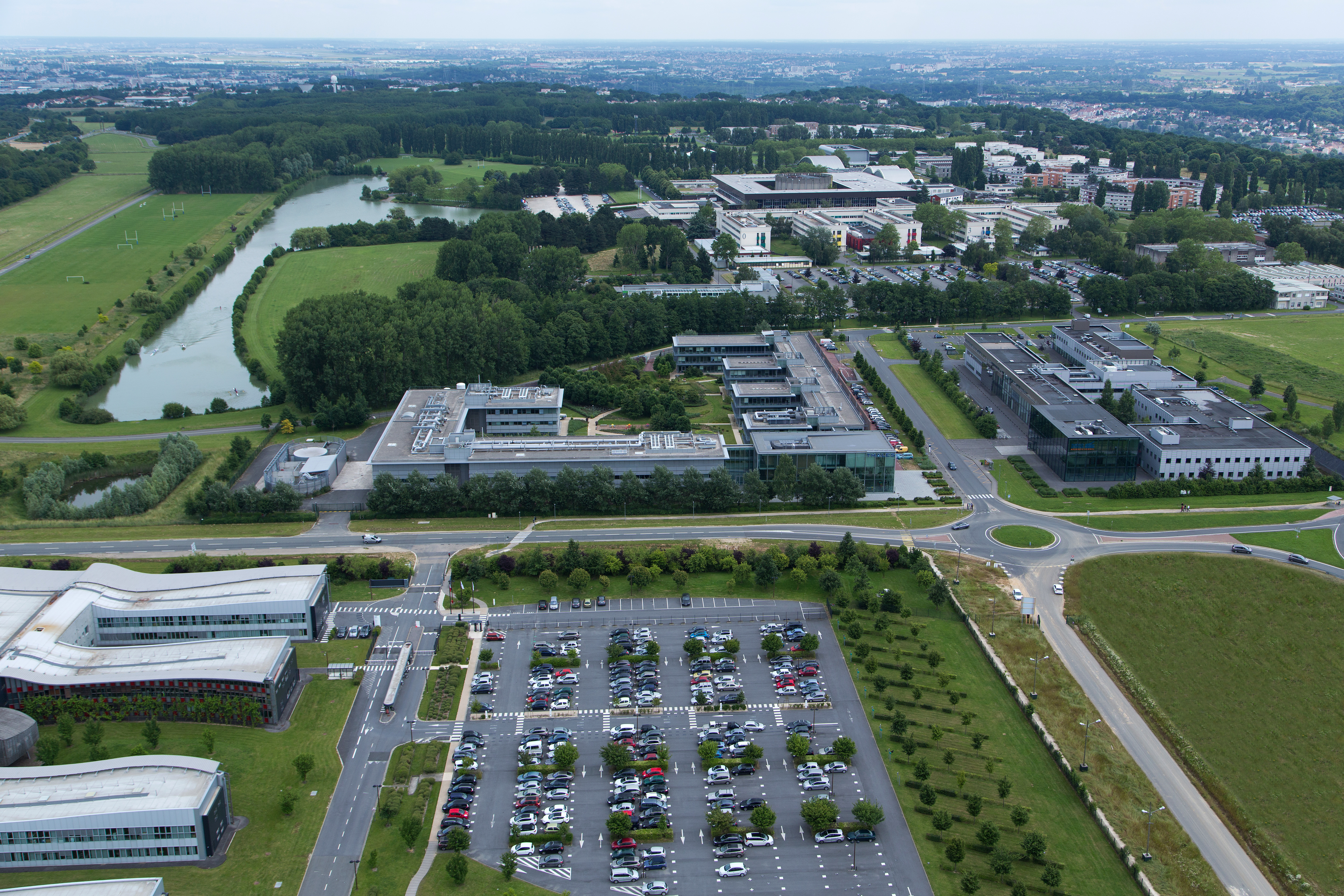
Vue aérienne du campus..

Plan du campus.

Depuis 1976, l'école est située à Palaiseau, où elle occupe un campus de 160 hectares avec une surface bâtie de 194 238 m2 où se trouvent 4 600 personnes. Ce campus constitue la zone « Palaiseau » du cluster technologique Paris-Saclay, aux côtés de l'Institut d'optique Graduate School (arrivé en 2006), de l'ENSTA ParisTech (arrivée en 2012) et de l'Office national d'études et de recherches aérospatiales. L'ENSAE ParisTech doit rejoindre le campus à la rentrée 2016, Télécom ParisTech en 2017 et AgroParisTech en 2018. Le plan local d'urbanisme du quartier de l'École polytechnique prévoit la transformation du site actuel de l'école, fermé, en un véritable quartier, vivant et ouvert à tous et relié à la ville.

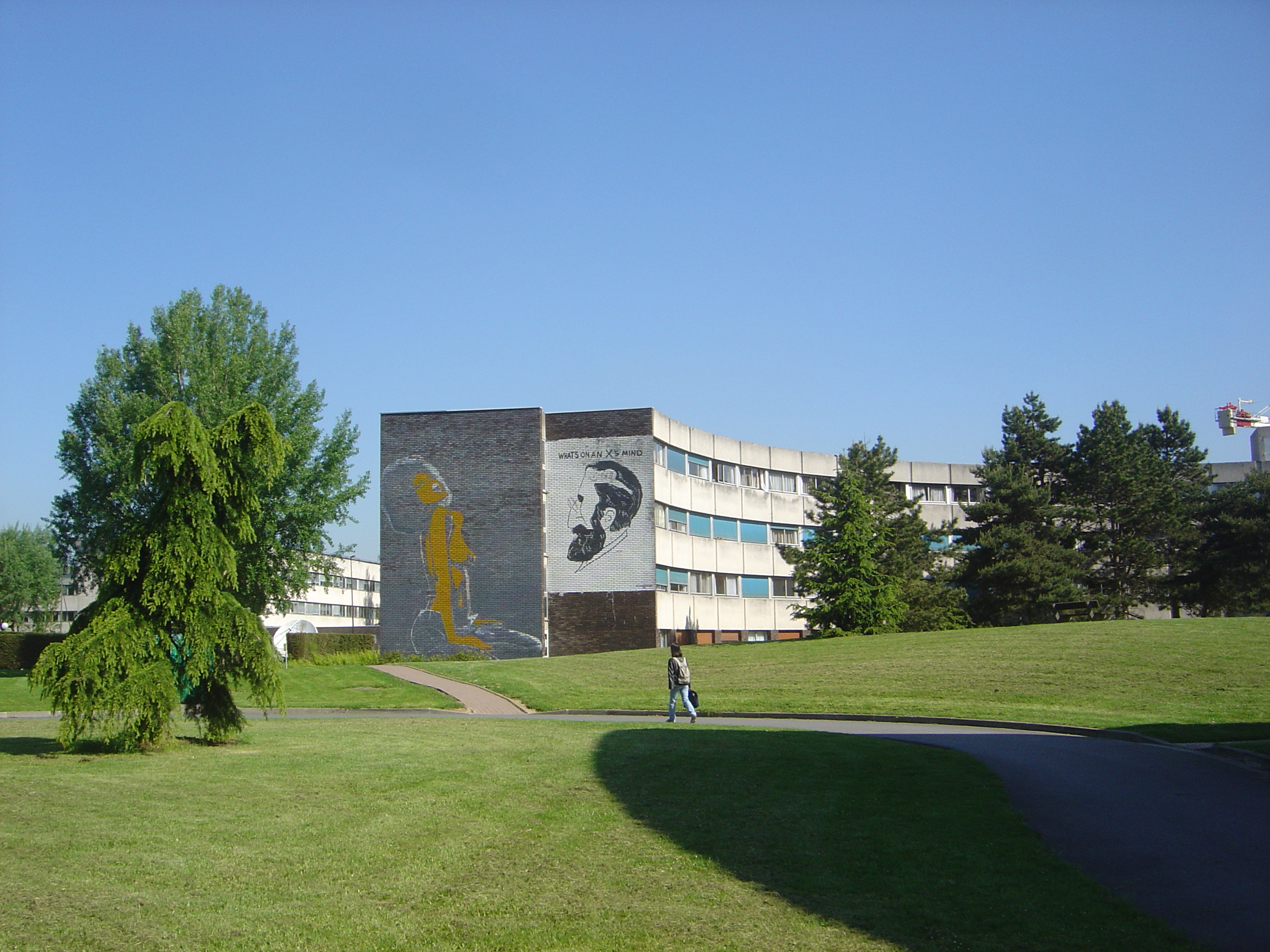
Une demi-lune en 2005, avant sa rénovation.

Les bâtiments du campus regroupent cinquante salles de cours et de travaux pratiques ; seize amphithéâtres (le plus grand est l'amphithéâtre Poincaré d'une capacité de 780 places) ; cinq laboratoires de langue ; vingt laboratoires de recherche ; une bibliothèque dont les collections comportent environ 300 000 volumes, et dont l'histoire est retracée par la Société des amis de la bibliothèque de l'École polytechnique (SABIX) ; un centre poly-média[Quoi ?] ; des ateliers de dessin, de peinture, de modelage, de gravure, de photographie, d'architecture ; onze salles de réunion ainsi que les logements des élèves et des cadres, une maison d'hôtes, un service de restauration, le Magnan et une cafétéria. Le campus dispose par ailleurs d'un centre médical, d'un bureau de poste, de trois banques présentes en alternance et d'un salon de coiffure. Les services religieux sont articulés autour d'une chapelle, avec quatre aumôneries : catholique, israélite, protestante et musulmane.
Les élèves ont de plus accès à de nombreuses infrastructures sportives, tant couvertes (salle de musculation ; salle d'armes ; gymnases ; piscines ; terrains de volley-ball, de basket-ball, de tennis et de handball ; salle d'escalade ; dojo ; salle de danse ; stand de tir ; hangar à bateaux ; écurie et manège d'équitation) qu'extérieures (centre équestre ; terrains de beach-volley, de football, de rugby à XV, de handball, de volley et de tennis ; pistes d'athlétisme ; aires de saut et de lancer ; mur d'escalade ; practice de golf et lac semi-artificiel),.
Le campus est relié est desservi par différents moyens de transport :
- un chemin piétonnier (avec un important dénivelé) permet de se rendre à la gare de Lozère où passe le RER B à destination du centre de Paris et au-delà vers l'aéroport de Roissy - Charles de Gaulle ;
- plusieurs arrêts d'autobus permettent de rejoindre CentraleSupélec et le CEA de Saclay, la gare de Massy - Palaiseau (RER) et celle de Massy TGV, ainsi que l'aéroport d'Orly[248],[249] ;
- un service de bus nocturnes, dénommé Noctilien, est également disponible depuis décembre 2020. Ainsi, la ligne N63 relie, toutes les nuits de l'année, le campus et la gare Montparnasse à Paris[250].

Le campus dispose aussi de son propre service d'autopartage qui propose de réserver sur Internet des voitures disposées à Polytechnique comme à HEC, à CentraleSupélec ou à l'ENS Cachan.
À partir de 2026, la ligne 18 du Grand Paris Express, avec la station Marguerite Perey[réf. nécessaire] située sur le campus de l'École polytechnique, reliera l'école à Versailles Chantiers et à l'aéroport d'Orly et permettra de rejoindre le centre de Paris en trente minutes.

## Cursus

### Admission

#### Concours cycle polytechnicien
Ne doit pas être confondu avec Concours communs polytechniques.
Le concours de l'école, instauré dès sa création, est symbolique de « l'élitisme républicain », qui prévoit un accès aux fonctions les plus élevées sur la base du seul mérite et tranche ainsi avec le mode de sélection des officiers d'Ancien Régime. À l'origine, des examinateurs étaient dépêchés dans chaque grande ville pour faire passer aux candidats des examens oraux, portant toujours sur les mathématiques. Jusqu'au milieu du XIXe siècle la sélection repose uniquement sur les oraux et des examinateurs sont régulièrement critiqués pour avoir posé des exercices hors programme. Les épreuves écrites se multiplient à partir de 1840. L'organisation actuelle du concours remonte au début du Second Empire. Si les écrits prennent une place plus importante, c'est en particulier en raison de l'augmentation du nombre de candidats (moins de 1 000 avant 1830 contre plus du double un siècle après) mais aussi parce que certains, comme Paul Appell, estiment que l'écrit trompe moins que l'oral. En revanche, les risques de fraude sont dénoncés dès l'apparition des premières compositions. Durant la première moitié du XIXe siècle, les mathématiques occupent une position de quasi-monopole au sein du concours mais leur importance diminue régulièrement par la suite au profit des sciences physiques, des matières littéraires et du sport. La création de la filière P', aujourd'hui PC, en 1974 marque la fin du concours unique et réduit encore la prééminence des mathématiques.
510 élèves polytechniciens sont recrutés chaque année, dont 418 par la filière classes préparatoires et 92 par la filière universitaire.

##### Filière classes préparatoires
Cette filière est ouverte aux candidats français et internationaux et propose 399 places pour les candidats français et 45 pour les étrangers. Les élèves sont recrutés par un concours à l'issue des classes préparatoires aux grandes écoles des filières MP, PC, PSI, PT, BCPST, TSI. Ce concours est jugé difficile en raison du faible taux de réussite, et parmi les préparationnaires il est réputé être le concours le plus difficile avec celui de l'ENS Ulm. À la rentrée 2022, l'école accueillera 184 élèves provenant de MP, 132 de PC, 57 de PSI, 13 de BCPST, 11 de PT et 2 de TSI. Une place est en outre proposée aux diplômés d'Arts et Métiers ParisTech médaillés.
Certaines épreuves sont communes avec d'autres écoles comme le concours PSI (organisé depuis 1997 avec l'École normale supérieure de Cachan), le concours TSI (depuis 1998 dans le concours commun Mines-Ponts), le concours PC (depuis 1999 commun avec celui de l'ESPCI ParisTech), le concours PT (organisé depuis 1998 dans le cadre de la banque nationale d'épreuves). À compter de 2011, les concours MP et PC sont en partie communs avec ceux des ENS. À partir de l'année 2017,[réf. souhaitée]le concours est ouvert aux étudiants français de BCPST, avec dix places proposées la première année.

##### Filière universitaire
Il existe une voie d'admission par concours réservée aux candidats universitaires français et étrangers.
Pour les candidats français, le concours universitaire - appelé Filière Universitaire Française (UNIV-FUF) nécessite d'être inscrit dans une université française ou étrangère en troisième année de licence ou en première année de master dans l'un des domaines suivants : mathématiques, informatique, mécanique, physique ou chimie. Ce recrutement s'appuie en outre sur des accords avec certaines universités comme l'université Paris-Sud, l'université Montpellier 2, l'université de Strasbourg et l'université Bordeaux I. Au concours 2022, 32 places sont attribuées, et ce nombre est en augmentation constante depuis 2013.
Les candidats étrangers - via la filière Filière Universitaire Internationale (FUI), et la filière FUI-Formation Francophone (FUI-FF) - doivent avoir effectué deux ou trois années d'études universitaires en sciences ou en ingénierie. En 2022, 95 élèves-ingénieurs étrangers sont recrutés par cette voie par sélection sur dossier et examen oral.

#### Graduate school
La Graduate school, créée en novembre 2010 pour réunir l'école doctorale de l'École polytechnique (EDX) et la direction des programmes masters, permet d'obtenir un grade de master ou un doctorat. Pour les masters le candidat doit être titulaire d'un Bachelor of Science, d'un Bachelor of Engineering, d'une licence ou de son équivalent tandis que pour un doctorant le candidat doit être titulaire d'un diplôme master ou d'un équivalent et doit trouver un sujet de thèse et un laboratoire d'accueil.

### Démographie et sociologie des élèves

#### Effectifs
En 2010, il y avait 2 775 étudiants à l'école, dont 2 690 en formation diplômante :
- 2 004 ingénieurs polytechniciens, dont environ 1 008 sur le campus et 109 en grade de master dans le cadre de leur quatrième année,
- 251 étudiants de grade de master, dont 109 élèves du cycle ingénieur polytechnicien,
- 544 doctorants,
- 32 étudiants dans le Programme d'Échange International, formation non diplômante,
- 53 dans le Programme de Stages pour Étudiants Internationaux, formation non diplômante[136].

Les effectifs du cycle polytechnicien ont peu évolué en un siècle. En effet, il y a cent ans il y avait environ 250 polytechniciens par promotion, contre 400 aujourd'hui si l'on compte uniquement les élèves français. Alors que si la proportion des polytechniciens dans la population étudiante était restée constante, il devrait y en avoir près de 50 000. À l'horizon 2016, le nombre de grades de master doit être porté à 350, dont 120 polytechniciens.

#### Origine géographique

Évolution du nombre d'étrangers parmi les polytechniciens.

Origine des étudiants étrangers en 2010
- Asie et Océanie (35 %)
- Afrique et Moyen-Orient (19 %)
- Europe occidentale (15 %)
- Amérique latine (14 %)
- Europe centrale et orientale (8 %)
- Russie (5 %)
- Amérique du Nord (4 %)

En 1964, Pierre Bourdieu et Jean-Claude Passeron rapportent la ville de provenance de l'échantillon de 48 polytechniciens étudié : 5% venaient d'une ville de moins de 5 000 habitants, 17% venaient d'une ville ayant entre 5 000 et 100 000 habitants, 19% venaient d'une ville de plus de 100 000 habitants (excepté Paris et les villes universitaires), 29% venaient d'une ville universitaire autre que Paris et 40% venaient de Paris.
En 2010, 42 % des élèves du cycle polytechnicien (X 2007, X 2008 et X 2009) étaient originaires d'Île-de-France, 40 % de province et 18 % de l'étranger. Concernant les grades de master et les doctorants, les pourcentages d'élèves internationaux étaient respectivement de 60 et de 40 en 2012. Au total, sur les 2 775 élèves présents sur le campus en 2010, 786 étaient étrangers, soit 28 %. Soixante-cinq nationalités étaient présentes et les trois pays les plus représentés étaient la Chine (146 étudiants), le Maroc (66 étudiants) et le Brésil (58 étudiants). À l'avenir, l'école compte cibler davantage la Turquie et l'Afrique du Sud et doubler le nombre d'étudiants européens.
Les élèves français originaires de la région parisienne sont surreprésentés à Polytechnique. Ainsi, un polytechnicien sur deux a passé son brevet dans une académie de la région parisienne (et dans leur très écrasante majorité dans celle de Paris ou de Versailles) et le recrutement se fait, en pratique, dans un tout petit vivier. En 2013, par exemple, les lycées Louis-le-Grand et Sainte-Geneviève ont représenté la moitié des élèves admis à l'X,,. Ceci n'a pas toujours été le cas ; après la Première Guerre mondiale, le recrutement fut relativement homogène et beaucoup d'élèves venaient des départements du sud de la France, ce qui était une nouveauté par rapport au XIXe siècle. En effet, au début du XIXe siècle, 16 % des élèves venaient du département de la Seine, qui représentait 3 % de la population française.
Ce n'est qu'en 1995 que le cycle polytechnicien s'ouvre aux étrangers francophones, avec un concours identique aux candidats français, mais avec des places réservées, et en 1996 aux non-francophones. De 1794 à 1814, l'admission d'élèves externes étrangers est en effet réservée aux hommes de science français et aux élèves envoyés par leur gouvernement ou venus de leur propre initiative. En 1816, la catégorie d'élèves et d'auditeurs externes est supprimée et les très rares exceptions à cette règle sont politiques : les étrangers sont pris « pour être agréable à leur gouvernement ». À l'inverse, l'École des Mines de Paris reçoit de futurs ingénieurs civils étrangers depuis 1816, l'École des Ponts et Chaussées depuis 1851, l'École centrale des arts et manufactures depuis sa fondation en 1829 et l'École normale supérieure signe des conventions d'accueil d'élèves et de résidents avec plusieurs pays en 1867. Si bien que, de 1794 à 1985, l'École polytechnique n'a attiré environ qu'un millier d'étrangers, soit 5 à 6 par promotion en moyenne. L'origine et le statut des élèves étrangers a beaucoup évolué depuis la création de l'école. De 1794 à 1824, les élèves étrangers viennent des départements annexés à l'issue des guerres napoléoniennes. À partir de 1820, on voit apparaître à l'École polytechnique des auditeurs en provenance de pays qui envisagent la formation d'ingénieurs en France après avoir accédé à l'indépendance ou à l'autonomie (Brésil, Mexique, Pologne, Grèce, Roumanie, Égypte). De plus l'échec des révolutions polonaises (1830) et roumaines (1848) se manifeste par l'arrivée en nombre de ressortissants de ces pays. On dépasse alors la dizaine d'élèves étrangers par promotion. Les élèves étrangers sont alors appelés constantes car ils ne portent pas l'uniforme ni l'épée (appelée tangente dans l'argot polytechnicien) et ont donc une tangente nulle.

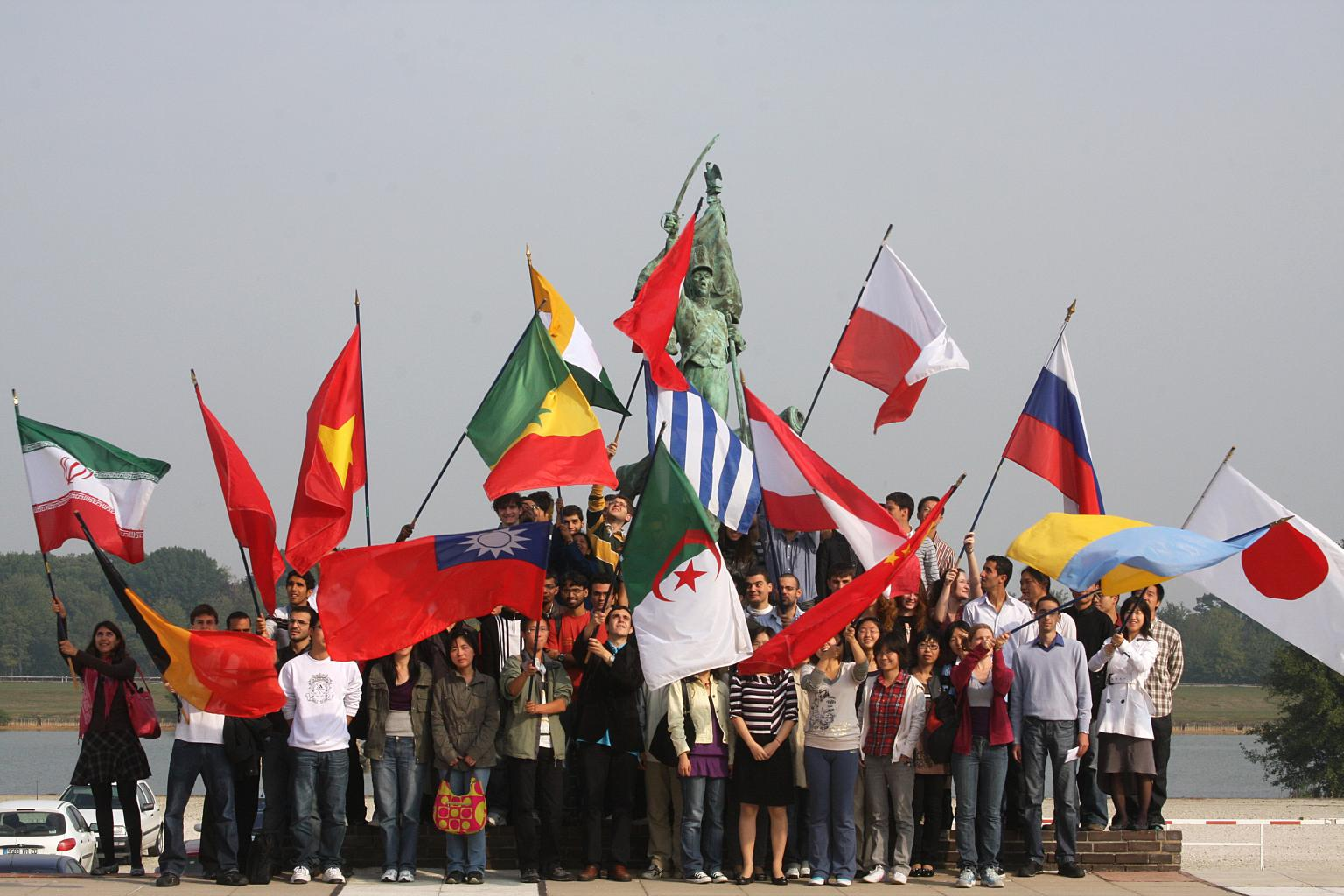
Élèves étrangers dans la Cour Vaneau.

Après la guerre franco-allemande de 1870, la politique bienveillante de la France à l'égard des élèves étrangers des établissements militaires est infléchie, tant et si bien que, de 1898 à 1955 très peu d'étrangers suivent des cours à Polytechnique : on en dénombre à peine un ou deux par promotion, c'est-à-dire 1 % de l'ensemble des élèves entre 1921 et 1954, principalement en provenance du Proche-Orient, de l'Indochine et de la Chine. À partir des années 1880, les élèves étrangers sont considérés comme de « futures élites au pouvoir » et les diplomates français tentent de faire pression sur le ministère de la Guerre, en vue de la réadmission des officiers étrangers dans les écoles militaires françaises ; un décret est pris en ce sens en 1921, sans avoir les conséquences espérées en raison du peu de promotion faite à l'étranger et des complexités administratives. C'est la vague des décolonisations qui entraîne une augmentation des admissions d'élèves étrangers : on passe à 8–9 étrangers dans les années 1970 et à 18–19 étrangers dans les années 1980. Leur provenance géographique est plus variée mais reste principalement composée d'anciennes colonies et protectorats français comme la Tunisie, le Viêt Nam, le Maroc, le Liban ou l'Algérie. À l'inverse des étudiants étrangers précédents, la tendance est au non-retour dans le pays d'origine. La question de l'admission d'auditeurs externes est mise à l'ordre du jour pour la première fois en 1959. En 1963, il est décidé de rapprocher le plus possible les conditions dans lesquelles les étrangers et les Français passent le concours et en 1979, devant le constat du non-retour des élèves étrangers dans leur pays d'origine, le conseil d'administration harmonise les conditions d'admission des élèves étrangers et français : les épreuves de langues vivantes et d'éducation physique ne sont plus facultatives pour les candidats étrangers. En 1998, le rapport Jacques Attali préconise l'augmentation du nombre d'élèves étrangers jusqu'à atteindre une centaine par promotion. Cette recommandation est suivie puisque désormais 28 % des élèves de l'École sont étrangers.
Il n'existe en revanche aucune donnée sur l'origine ethnique des élèves.

#### Origine sociale

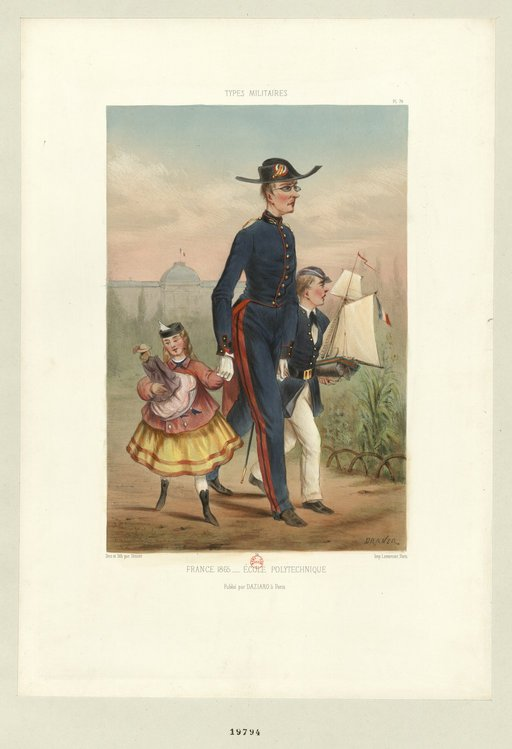
Lithographie de 1865 représentant un polytechnicien se promenant avec sa petite sœur et son petit frère en uniforme de lycéen.

Lors de la création de l'école, le concours d'entrée est mis en place par la Convention pour éviter le favoritisme et les passe-droits, de sorte de réaliser « le recrutement par concours sur la base des mérites individuels », pour être « parfaitement conforme à l'idéal républicain ». Il n'y a de plus pas de frais d'inscription, les élèves sont même payés 1 200 francs par an. Si bien qu'à l'époque la moitié des élèves est issue du peuple ou de la petite bourgeoisie et un cinquième vient du milieu des sans-culottes. Seulement, en militarisant l'École en 1804, Napoléon instaure des frais d'internat de 4 000 francs par an (ces frais sont réduits, la scolarité à l'École coûte en effet moins cher aux familles que les années de préparation dans les lycées) et ajoute une épreuve de version latine au concours d'entrée. Sous la Restauration le caractère aristocratique du concours est renforcé par l'ajout d'épreuves de peinture et de dessin. Ces différentes mesures entraînent la fermeture de fait aux jeunes gens issus des milieux modestes : entre 1815 et 1829, 60 % des polytechniciens sont issus de la haute bourgeoisie et 0,4 % des classes populaires et sous la monarchie de Juillet 56 % des élèves sont issus de la haute bourgeoisie et 20 % de la moyenne bourgeoisie. Des bourses sont également créées, mais limitées en nombre à 24 par an de 1816 à 1848. En plus de ces bourses officielles, certaines bourses sont payées par les élèves eux-mêmes, par l'intermédiaire de la caisse, qui redistribuent l'argent aux élèves les plus défavorisés de façon anonyme. En 1848, les études deviennent gratuites pour tous les élèves. Elles redeviennent payantes en 1850, mais la limitation du nombre de bourses est supprimée. Sous le Second Empire, les élèves issus de familles modestes représentent 5 % des polytechniciens. La politique de développement de l'enseignement secondaire menée sous la Troisième République généralise ensuite l'octroi de bourses aux fils de familles modestes, ce qui entraîne l'augmentation de la proportion de boursiers, passant entre 1850 et 1881 du tiers à la moitié. Pour éviter tout abus, les noms des boursiers sont publiés au Journal officiel. Ainsi en 1881 Polytechnique est décrite par son directeur comme « l'école la plus démocratique du monde » et ses défenseurs considèrent que « loin d'être l'apanage d'une caste privilégiée, l'École polytechnique a su ainsi résoudre admirablement le problème de la fusion des classes, sans distinction d'origine, sur le terrain du travail, du mérite, de la science et du patriotisme ». Cette démocratisation se poursuit au début du XXe siècle et sur la période 1880-1914 un tiers des polytechniciens sont issus de familles modestes.
Néanmoins, dès la création de l'école, des Jacobins voyaient dans les écoles créées par la Convention « en germe la reconstitution fatale d'une caste privilégiée ». Pour l'historien François Furet, « cette discussion originaire dit déjà tout sur l'avenir de l'institution : le recrutement des meilleurs sur concours et l'idéologie méritocratique, la nécessité sociale des sciences et des techniques et la formation des élites, la reconstitution des privilèges sociaux par l'État sous l'apparence de l'égalité ». Plusieurs études sociologiques décrivent également un mécanisme de « reproduction sociale » particulièrement fort à l'École polytechnique,. Pierre Bourdieu parlait ainsi de « noblesse d'État » pour les élèves qui intègrent les grands corps de l'État. Cette notion se rapproche de la conception saint-simonienne qui voulait remplacer les élites héréditaires par une « aristocratie des talents » issue des concours et sélectionnée selon ses compétences scientifiques. Ceci conduit les critiques à considérer Polytechnique comme une « caste en démocratie ».
Si l'on considère l'École polytechnique, l'École normale supérieure (ENS) et l'École nationale d'administration (ENA), la part des élèves de ces écoles issus des milieux modestes est passée de 21 % à 7 % entre 1955 et 1995. Ceci ne permet néanmoins pas de conclure sur une augmentation des inégalités puisque dans le même temps la part des jeunes d'origine populaire dans l'ensemble de la génération a baissé. En revanche, la mesure de l'évolution logistique permet d'aboutir à la conclusion suivante : « Si l'on tirait au hasard, en 1955, deux jeunes, l'un de milieu moyen ou supérieur, l'autre de milieu populaire, on avait 37 fois plus de chances d'avoir la configuration où le premier était polytechnicien et le second non, qu'avoir la configuration inverse. Aujourd'hui [en 1995], l'accès est moins inégalitaire : 26 fois plus de chances « seulement ». » Plus généralement, on constate une « distillation » successive que ce soit dans les grandes écoles ou à l'université : si les jeunes d'origine populaire représentaient 73,6 % des 20–24 ans en 1995, ils ne représentaient que 28,6 % des élèves de classe préparatoire aux grandes écoles et 7,1 % des élèves à Polytechnique, l'ENA ou l'ENS.
En 1964, Pierre Bourdieu et Jean-Claude Passeron publient Les étudiants et leurs études, dans lequel ils évoquent le fait que 62% des polytechniciens sont enfants de cadres supérieurs, d'industriels ou de membres des professions libérales. La deuxième enquête de ce travail concerne notamment les polytechniciens (Partie II, chapitre 3) dont ils présentent l'origine sociale (l'effectif de l'échantillon était de 48) : 2% ont une origine rurale, 4% pour une origine ouvrière, 2% sont enfants d'employés et de cadres subalternes, 10,5% sont enfants d'artisans et de commerçants, 14,5% sont enfants de cadres moyens, 60,5% sont enfants de cadres supérieurs et de professions libérales, et 6,5% n'ont pas répondu.
L'École polytechnique participe à différents programmes en faveur de l'égalité des chances. Tout d'abord cent trente élèves effectuent leur stage de formation humaine dans des institutions de soutien et d'accompagnement scolaire ou d'insertion. Ensuite le programme « Une Grande École Pourquoi Pas Moi ? » permet aux élèves polytechniciens bénévoles de former des lycéens issus de milieux défavorisés pour leur donner l'ambition de faire des études supérieures. Enfin, cet accompagnement se prolonge après le baccalauréat avec le programme X-Post bac qui consiste en un parrainage et en l'attribution d'une quarantaine de bourses chaque année, de 500 à 4 000 euros. Au total, d'après l'école, près de deux cents élèves polytechniciens aident plus de 3 000 lycéens de milieux défavorisés chaque semaine. De plus comme l'inscription au concours est gratuite pour les boursiers et comme la formation est gratuite et les élèves rémunérés et logés pendant celle-ci, Polytechnique affirme être accessible sans conditions d'aisance financière de la famille.
Le nombre d'élèves polytechniciens admis en étant boursiers augmente régulièrement depuis 2007, passant de 7,3 % en 2007 à 16,8 % en 2011. L'objectif de l'École est de 30 % de boursiers, conformément aux souhaits de Nicolas Sarkozy en 2009,, néanmoins Polytechnique a refusé l'instauration de quotas et les candidats au concours sont exclusivement sélectionnés sur des critères académiques.

#### Femmes à l'École polytechnique
Pour des articles plus généraux, voir Histoire de l'éducation des filles en France et Forces armées (France)#Place des femmes dans les armées.

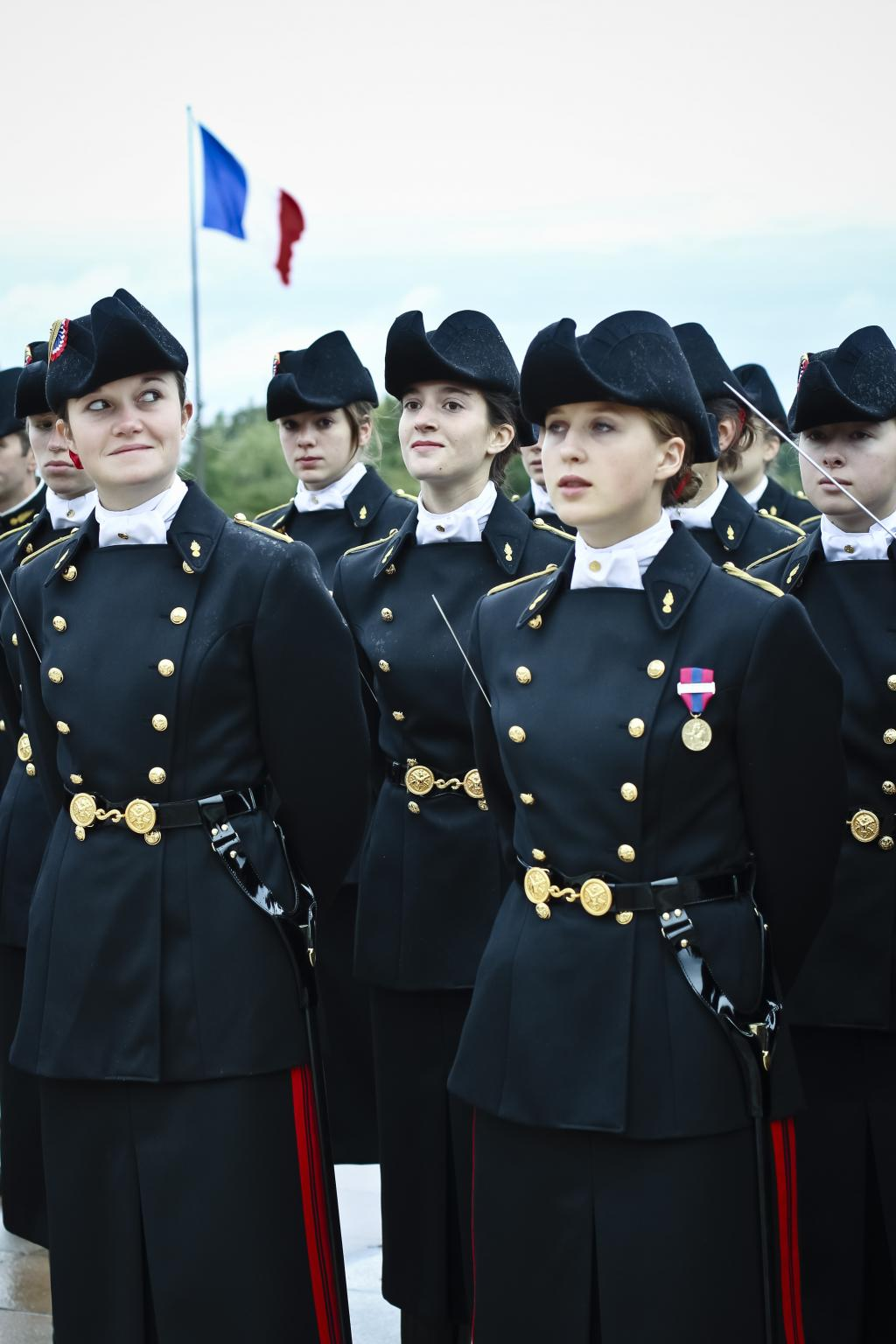
Polytechniciennes lors de la présentation au drapeau 2012.

Évolution du pourcentage de femmes.

L'École est à sa création réservée aux hommes, ce qui conduit par exemple la mathématicienne Sophie Germain à se faire passer pour un homme afin d'envoyer ses remarques sur les cours à Joseph-Louis Lagrange. Pendant et après la Première Guerre mondiale, la France est confrontée à un déficit de jeunes hommes qui conduit nombre de grandes écoles à s'ouvrir aux femmes, comme Centrale Paris en 1917, Supélec en 1919 et Supaéro en 1924. Parallèlement des écoles mixtes sont fondées, comme l'Institut d'optique en 1920, si bien que dès 1922, des élèves imaginent des femmes polytechniciennes et dessinent leur uniforme. Dans le but de créer une École polytechnique pour les femmes, Marie-Louise Paris fonde en 1925 l'Institut électromécanique féminin, qui deviendra en 1933 l'École polytechnique féminine, sans que les deux institutions n'aient de liens.
Mais ce n'est qu'en 1970 que la loi autorise les femmes à participer au concours d'entrée à Polytechnique, sous l'impulsion de Michel Debré, alors ministre de la Défense, qui avait déjà milité en faveur de l'ouverture de l'ENA aux femmes en 1945. Il faut néanmoins attendre 1972 pour que la modification du concours soit mise en œuvre : elles sont alors sept admises sur une promotion de 315 élèves, dont Anne Chopinet, entrée major. Depuis, la proportion de femmes parmi les élèves français issus de classes préparatoires a tendance à augmenter, malgré d'importantes fluctuations selon les années, avec un record de 18,5 % en 2011. La Cour des Comptes estime que le recrutement de l'école accentue une déformation déjà présente dans les classes préparatoires scientifiques où les femmes représentent 28 % des effectifs de deuxième année. Des actions sont donc menées pour promouvoir les « ingénieures au féminin » comme la création de l'association X au féminin, désormais SCIENCES ParisTech au féminin.
Claudine Hermann est la première femme nommée à un poste professoral à l'école, en 1992.
Marion Guillou fut la première femme nommée à un poste de direction de l'école (présidente du conseil d'administration), de 2008 à 2013.
Le grand uniforme des polytechniciennes a connu plusieurs évolutions. Malgré le passage en 2021 de la jupe au pantalon, les uniformes masculin et féminin ne sont pas identiques. En effet, le grand uniforme féminin comporte un col ouvert et un jabot, là où leurs camarades masculins portent le col officier. De plus, de nombreux détails de l'uniforme (boutonnière, poches, traitement déperlant du tissu) sont absents ou de moins bonne facture dans l'uniforme des polytechniciennes.

### Vie étudiante

#### Associations

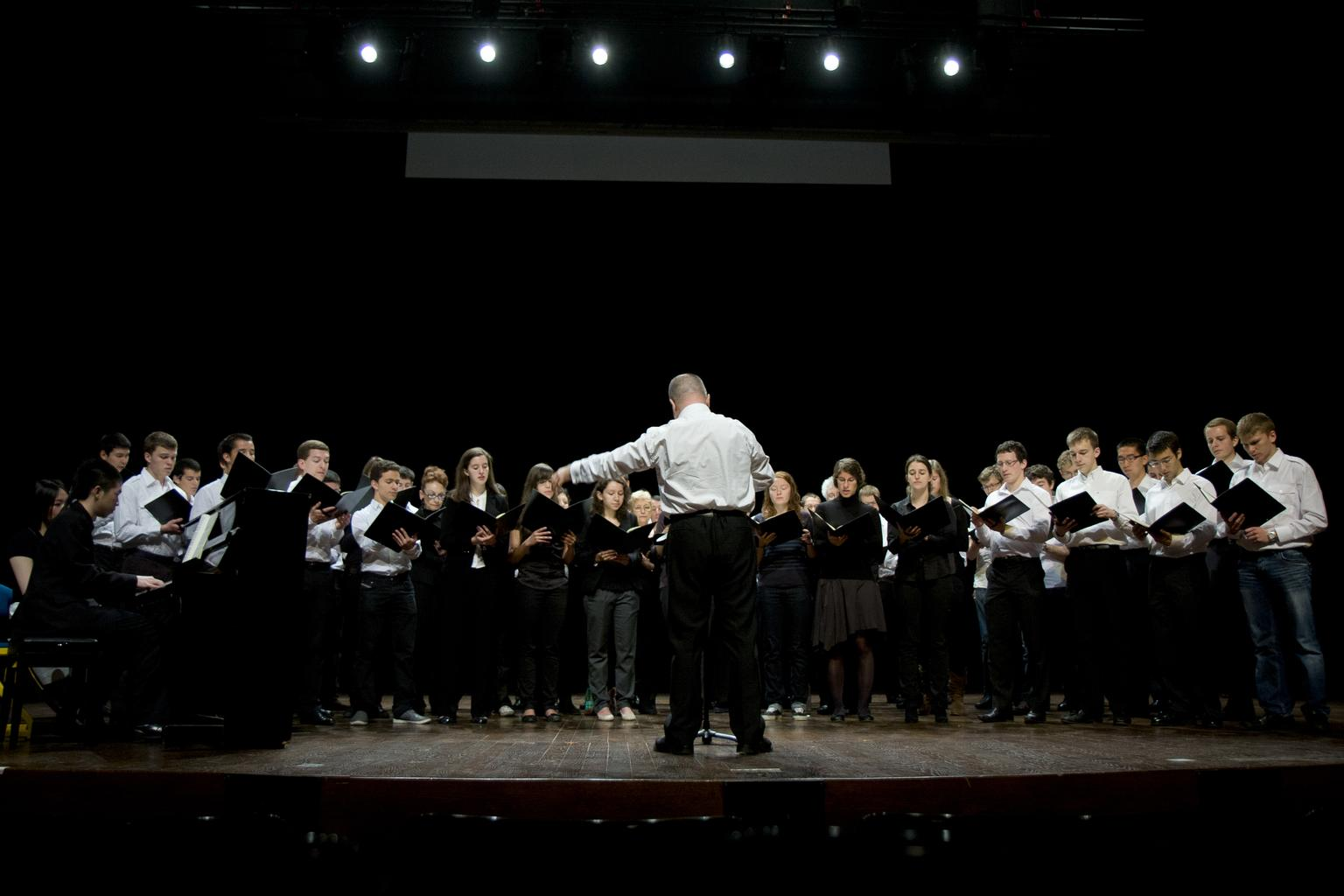
Ensemble vocal de l'École polytechnique.

L'association qui fédère les activités associatives de l'école est la Kès. Elle est composée de seize Kessiers ayant chacun un rôle particulier. Les élèves versent tous les mois à la Kès une somme prédéfinie qui sert à financer les associations, organiser les soirées étudiantes et à offrir une solde aux élèves étrangers qui en sont dépourvus. En son sein existent près de deux cents binets, nom que les élèves donnent traditionnellement à leurs associations. Les doctorants possèdent leur propre association, appelée X'Doc. Celle des élèves du cycle master s'appelle l'Association des masters de l'École polytechnique (AMiX). Ces associations développent des liens avec la Kès pour créer une vie de campus commune aux trois populations d'étudiants.
Le club sportif de l'École polytechnique (CSX) propose des activités sportives et culturelles. Il est ouvert aux élèves et aux personnels du campus mais aussi aux extérieurs. De nombreuses manifestations sportives sont organisées tous les ans par les élèves, parmi lesquelles le Jumping de l'X, la Student Yachting World Cup (Sywoc), le Raid de l'X, le challenge international d'escrime de l'X. Ce dernier reprend une tradition de l'X, d'organiser un tournoi d'escrime au printemps, coutume qui s'explique par la place importante de ce sport dans l'école, puisque sa pratique y a été obligatoire à partir de 1875 (ce n'est plus le cas aujourd'hui).
Un des moments forts de la vie étudiante est le Point Gamma, qui constitue la plus grande soirée étudiante de France[réf. nécessaire]. Il est organisé chaque année par les élèves au mois de juin sur le campus de l'école et rassemble plus de 8 000 personnes,. Le Bal de l'X est aussi un évènement important, organisé tous les ans par l'Association des anciens élèves et diplômés de l'École polytechnique (AX) conjointement avec des élèves.
Les élèves disposent d'une revue, X-Passion, dont le tirage s'élève à environ 2 000 exemplaires et qui paraît trois fois par an.

#### Traditions

##### Généralités

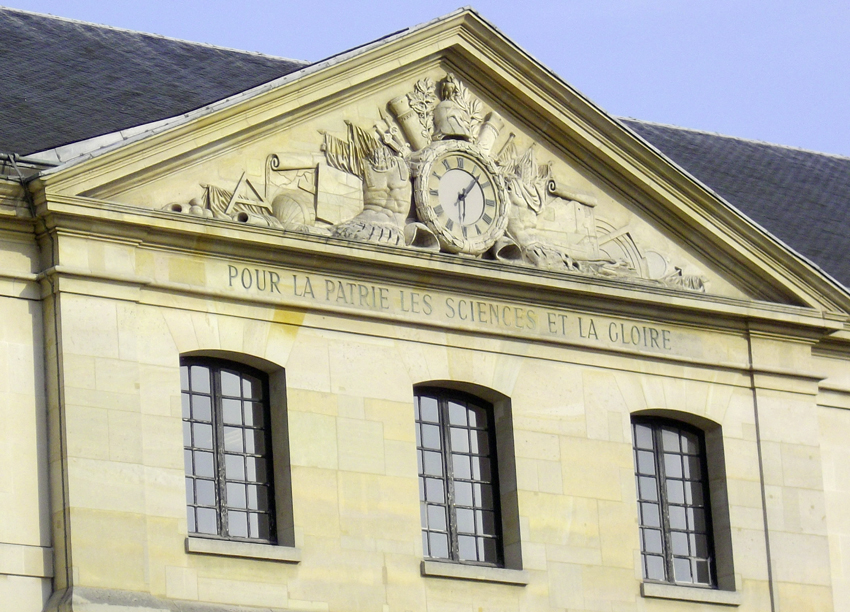
« Pour la patrie les sciences et la gloire », sur le fronton du pavillon Joffre, jardin Carré, Paris.

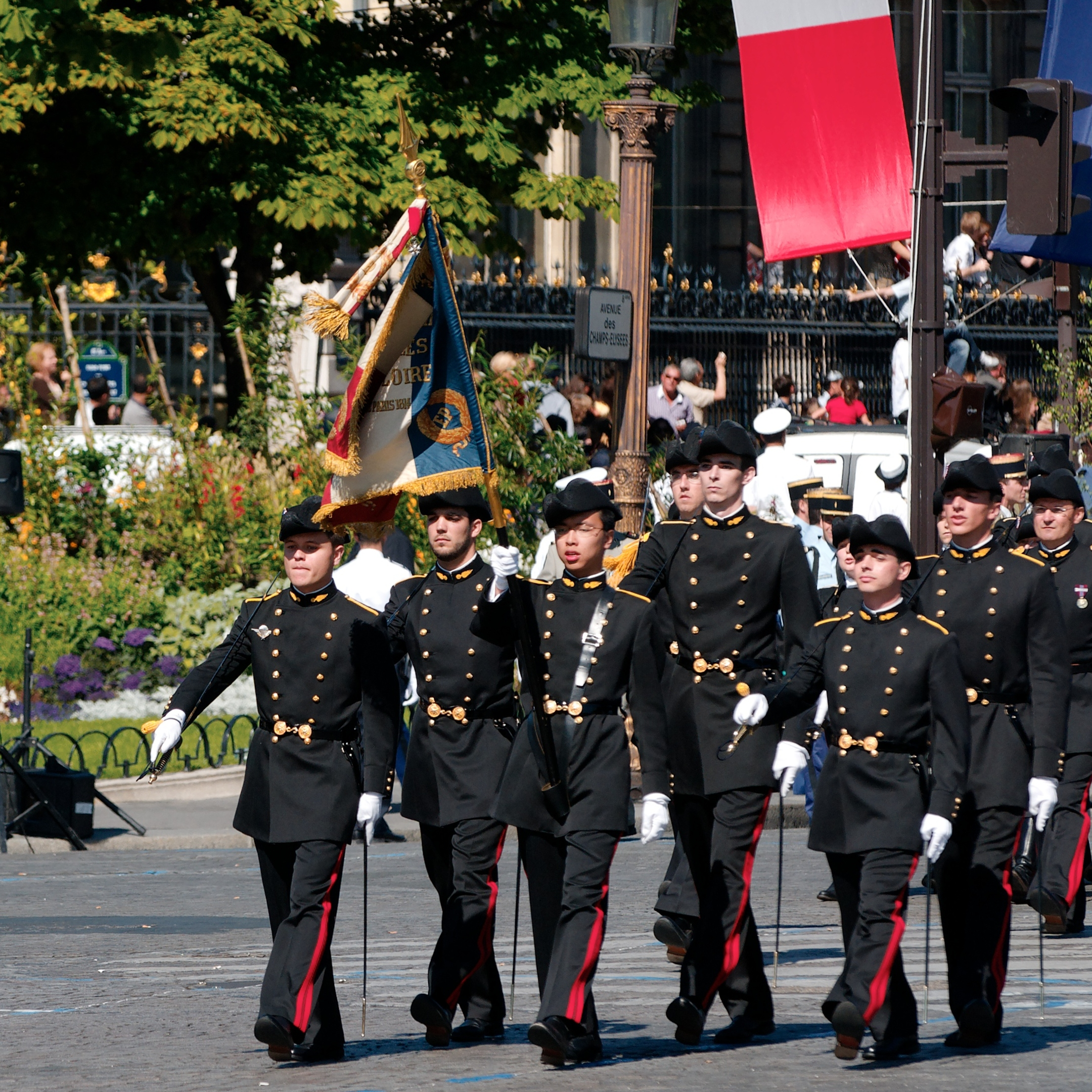
La garde au drapeau de l'école, lors du défilé militaire du 14 Juillet, en 2008.

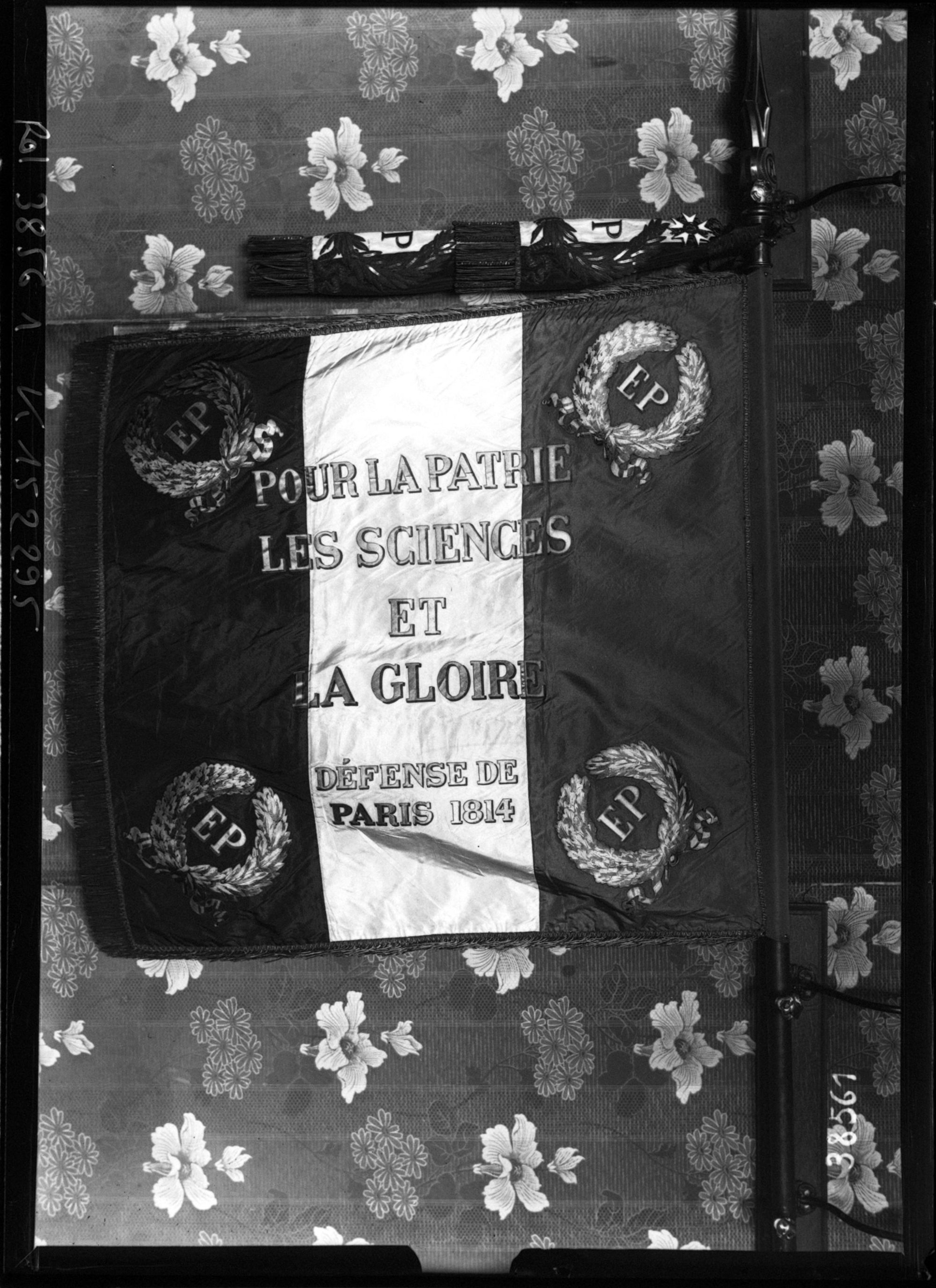
Avers du drapeau de l'École polytechnique.

La première des traditions est le concours d'entrée, sorte de rite de passage. Il est suivi d'autres traditions, pour la plupart apparues avec le casernement de l'école en 1804 et qui ont évolué par la suite. Cependant, en 1968 les plus importantes traditions — comme le bahutage et le Code X — se perdent. Les élèves de la promotion 1967, envoyés en corps de troupe, ne sont pas présents à la rentrée pour bahuter leurs conscrits. De plus lors du transfert à Palaiseau en 1976, la direction déplace le service militaire si bien que les promotions 1974 et 1975 ne se rencontrent pas. Ce changement, dû à une volonté d'éviter tout désordre lors du transfert, fort impopulaire parmi les élèves, amène la perte des dernières traditions. Néanmoins à partir de 1985 les traditions, en particulier le bahutage et la Khômiss, sont remises au goût du jour.
Ces différentes traditions, ainsi que l'argot polytechnicien, structurent le parcours du polytechnicien et permettent la construction d'une identité du groupe. « L'esprit de corps » des polytechniciens tend ainsi à constituer un véritable « État dans l'État ».
La Khômiss est un groupe d'élèves qui existe depuis 1811-1812, malgré une éclipse entre 1966 et 1986. Elle est composée d'une dizaine de membres, les missaires (appelés pitaines aux XIXe et XXe siècles) qui agissent (actuellement en 2020) masqués d'une cagoule rouge à l'exception de leur chef, le GénéK, qui est (actuellement en 2020) élu par la promotion et porte un képi de général d'armée. Ce dernier désigne ses missaires, chargés de perpétuer « le désordre et les traditions » : apprendre aux nouveaux les valeurs de l'école, exprimer les revendications des élèves lorsque les voies traditionnelles de requête ont échoué, égayer les cérémonies militaires et organiser les soirées de traditions,.
L'incorporation des élèves (autrefois appelée initiation, absorption, « bahutage », bizutage ou cryptage) puise ses origines dans la militarisation de l'école. Cette tradition est interrompue de 1968 à 1985 en raison du vote de la promotion 1967 contre le bahutage. L'incorporation actuelle, remise en place progressivement à partir de 1985, est organisée par la Khômiss et la Kès. Elle s'inspire du cryptage tel qu'il existait sur la montagne Sainte-Geneviève mais ne dure qu'une semaine.

##### Le grand uniforme et le défilé du 14 juillet
Tous les élèves ingénieurs polytechniciens (français ou non) possèdent un uniforme appelé « Grand Uniforme » ou « GU » et réalisé sur mesure. Voir dans l'article spécifique pour les spécificités féminines, qui se réduisent au fil du temps pour converger vers un uniforme quasiment unisexe. Celui-ci comporte notamment un bicorne et une épée appelée « tangente » dans l'argot polytechnicien. Les élèves ne portent plus l'uniforme lors des enseignements, sauf lors de conférences importantes où sont invités des intervenants extérieurs,. L'uniforme est revêtu à l'occasion de certaines manifestations comme le Bal de l'X mais surtout lors des cérémonies militaires comme le défilé militaire du 14 Juillet, où une délégation de polytechniciens défile en tête de l'Armée française sur les Champs-Élysées, et ce depuis la présidence de Sadi Carnot en 1887.
Le drapeau de l'école précède la délégation polytechnicienne. Ce drapeau fut remis par Napoléon 1er au cours de la distribution des aigles au Champ-de-Mars le 5 décembre 1804. Sur ce drapeau est brodée la devise donnée par Napoléon à l'école : « Pour la Patrie, les Sciences et la Gloire ». Depuis la bataille de Paris, en 1814, le drapeau porte comme seul fait d'armes : « Défense de Paris, 1814 ». Le 23 mars 1901, le second drapeau de l'école fut remis par Émile Loubet, président de la République. Sa cravate est décorée de la croix de la Légion d'honneur, de la Croix de guerre 1914-1918 et de la Croix de guerre 1939-1945,.

##### Les promotions jaune et rouge
Deux promotions d'élèves ingénieurs se trouvent simultanément à l'École polytechnique, l'une étant une promotion « jône », l'autre « rouje ». Il était autrefois possible de savoir à quelle promotion appartenait un élève en regardant la couleur du liseré de son uniforme d'intérieur : il était jaune pour ceux entrés une année impaire et rouge pour ceux entrés une année paire. Si les uniformes d'intérieur ont depuis longtemps disparu, l'habitude d'appeler jônes les élèves issus de promotions impaires et roujes ceux de promotions paires s'est maintenue. Les deux couleurs rouge et jaune font désormais partie de l'identité de l'école et on les retrouvait notamment sur son logo entre 1994 et 2013. Les élèves ayant fait partie de deux promotions successives (par exemple pour cause de redoublement) sont appelés « oranje » car à la fois jônes et roujes. Cette appellation traditionnelle se retrouve notamment dans le nom de la revue éditée par l'Association des anciens élèves et diplômés de l'École polytechnique.

### Débouchés
Les débouchés diffèrent beaucoup selon la voie d'accès :
- les élèves du cycle polytechnicien intègrent pour moitié des entreprises et organismes privés en France et à l'international, majoritairement dans l'industrie, le conseil et les services. 15 % d'entre eux choisissent, lorsque leur classement de sortie le leur permet, d'intégrer un grand corps de l'État. 29 % des élèves poursuivent leurs études pour obtenir un doctorat ou un PhD après leur master, mais certaines critiques portent sur la faiblesse de la formation à la recherche de Polytechnique[115], et 3 % s'orientent vers la création ou la reprise d'entreprise[331] ;
- les élèves des programmes masters s'orientent majoritairement vers un doctorat (ou un PhD) puis vers l'activité professionnelle (notamment dans l'industrie, la banque et le conseil) ;
- les élèves de l'école doctorale poursuivent majoritairement vers l'entreprise, le reste s'oriente vers l'enseignement et la recherche.

Choix de sortie entre 1794 et 1966.

Les carrières des polytechniciens ont beaucoup évolué au cours de l'histoire. En effet au milieu du XIXe siècle un quart des élèves accède aux corps de l'État et la majorité rentre dans l'armée, dans l'artillerie ou comme ingénieurs militaires. Après la défaite de 1870 les grands corps n'offrent plus un débouché qu'à 13 % des élèves et l'armée, qui a perdu de son prestige, séduit moins les élèves. Néanmoins certains élèves démissionnent si bien qu'au total un cinquième des polytechniciens s'orientent vers le secteur privé entre 1830 et 1880. Au cours du XIXe siècle l'école s'éloigne progressivement de la recherche. Ainsi les polytechniciens représentent 40 % des scientifiques français de haut niveau entre 1800 et 1840 contre 15 % entre 1840 et 1900 et d'après Terry Shinn sur 14 000 élèves des promotions 1804 à 1880 moins de 1 100 se sont consacrés à la recherche pure ou aux sciences appliquées. La Première Guerre mondiale confirme la désaffection pour les carrières militaires : 2 % des élèves de la promotion 1920 demandent à entrer dans l'armée. C'est aussi à partir du XXe siècle que la majorité des polytechniciens exerce une activité économique : le nombre de polytechniciens dans le secteur privé passe de 840 en 1877 à 4 000 à la fin des années 1920. Néanmoins la crise des années 1930 et la menace du chômage dans l'industrie renversent la tendance : près de 90 % des élèves de la promotion 1932 rejoignent les corps militaires. C'est finalement la Seconde Guerre mondiale qui scelle la fin de la figure de l'officier-ingénieur. Puis pendant les Trente Glorieuses, les polytechniciens s'orientent majoritairement vers l'industrie et participent à l'essor de la France. Les carrières-type évoluent et le management prend une place importante dans le parcours professionnel des polytechniciens. Après les Trente Glorieuses, le nombre de places attribuées dans les corps diminue progressivement : de 138 pour 300 élèves français en 1975 il passe à 70 pour 400 élèves français en 2010.
Les années 1990 et 2000 ont été marquées par l'augmentation importante de la banque et de la finance dans les carrières à la sortie de l'école, attirant notamment des critiques,. Aujourd'hui, 9 % des polytechniciens s'oriente vers le Secteur financier.
Aujourd'hui les carrières militaires (hors ingénieurs militaires) n'attirent plus que deux ou trois polytechniciens par an, soit environ 1 % des effectifs, l'effectif des ingénieurs militaires se stabilise en deçà de 20.

#### Salaires
En 2018, le salaire d'embauche moyen annuel brut primes comprises des polytechniciens à la sortie de l'école était de 59 500 € tous pays confondus. Le salaire moyen d'embauche s'élève à 76 500 € pour les embauches hors de France.
Concernant les diplômés sur l'ensemble de leur carrière, le traitement médian annuel brut des polytechniciens était sur l'année 2019 de 100 000 € contre 56 400 € pour l'ensemble des ingénieurs français.

## Personnalités liées

### Enseignants

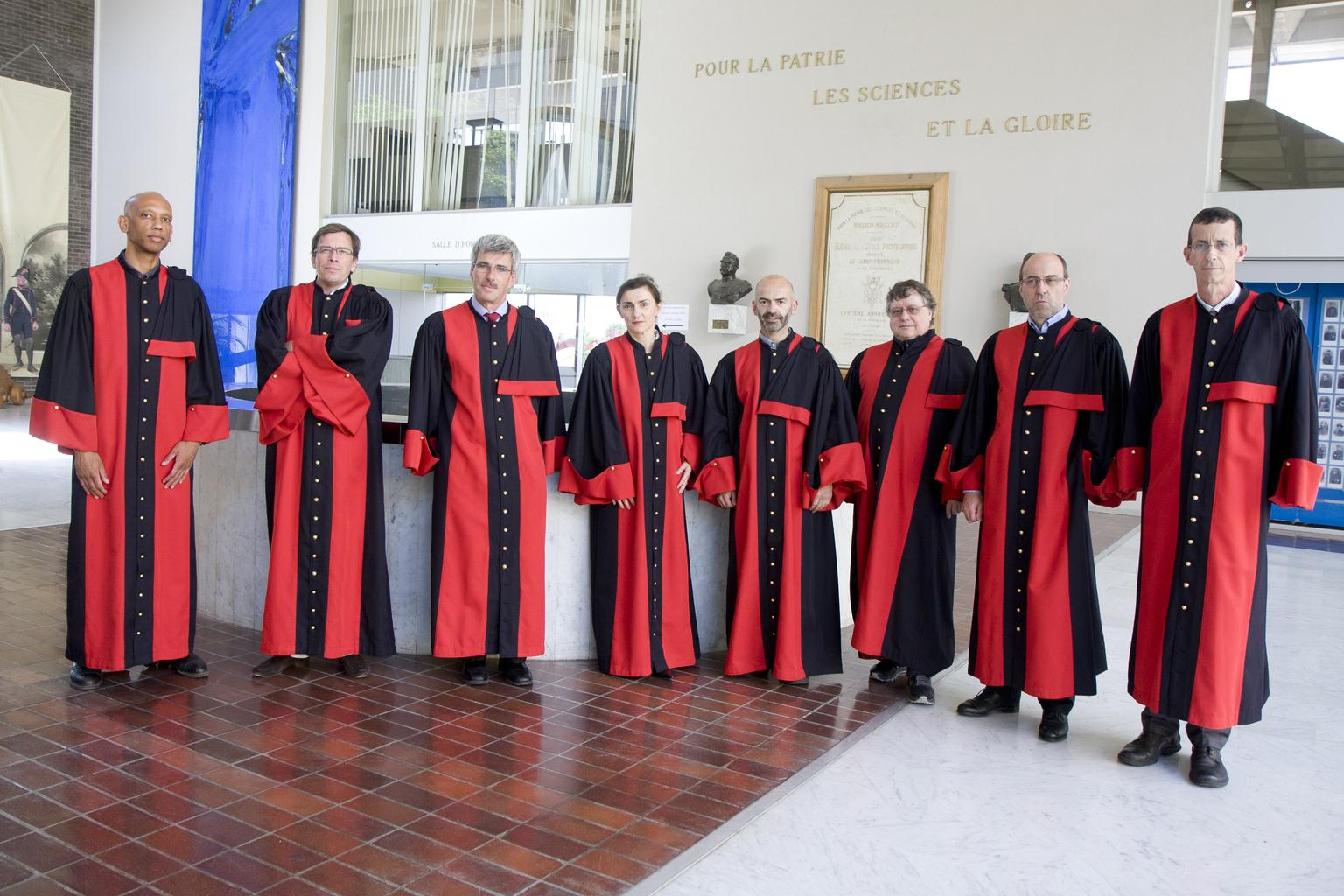
Professeurs de l'École polytechnique.

Dès sa création, l'école dispose des plus éminents professeurs de l'époque : Ampère, Fourier, Monge, Laplace. Cauchy (X 1805). Becquerel (X 1872, prix Nobel de physique) et Poisson (ancien élève succédant à Fourier) donnèrent aussi des cours à l'école. Pendant longtemps l'école favorisait les enseignants polytechniciens au détriment des universitaires ou des normaliens, même si les compétences de ces derniers étaient parfois largement supérieures. De plus l'école n'avait que des enseignants cumulants. Après 1970, le corps enseignant connaît une profonde réforme, il est recruté avant tout sur des critères d'excellence, participe activement à la recherche et se reconstitue progressivement. En outre le nombre d'enseignants permanents augmente. Jacques Derrey y fut maître de dessin de 1956 à 1973. Laurent Schwartz, lauréat de la médaille Fields, y fut professeur de 1959 à 1980 et Pierre-Louis Lions, autre Médaille Fields, y enseigne les mathématiques appliquées depuis 1992. Christopher Pissarides, prix Nobel d'économie, est membre du Conseil d'enseignement et de recherche de l'École polytechnique. Gérard Mourou, prix Nobel de physique 2018, est également professeur au haut collège de l'École polytechnique,.

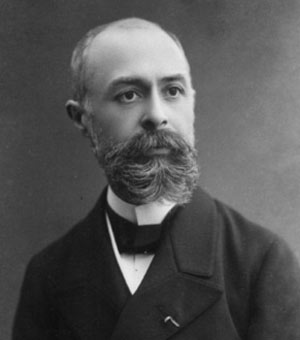
Henri Becquerel (X 1872), prix Nobel de physique.

Dans le domaine des humanités, Émile Littré et Victor Duruy y furent professeurs d'histoire et de géographie, ce dernier ayant inauguré la chaire d'histoire à Polytechnique,, Élisabeth Badinter y donna des cours et Alain Finkielkraut y a enseigné jusqu'en 2014.

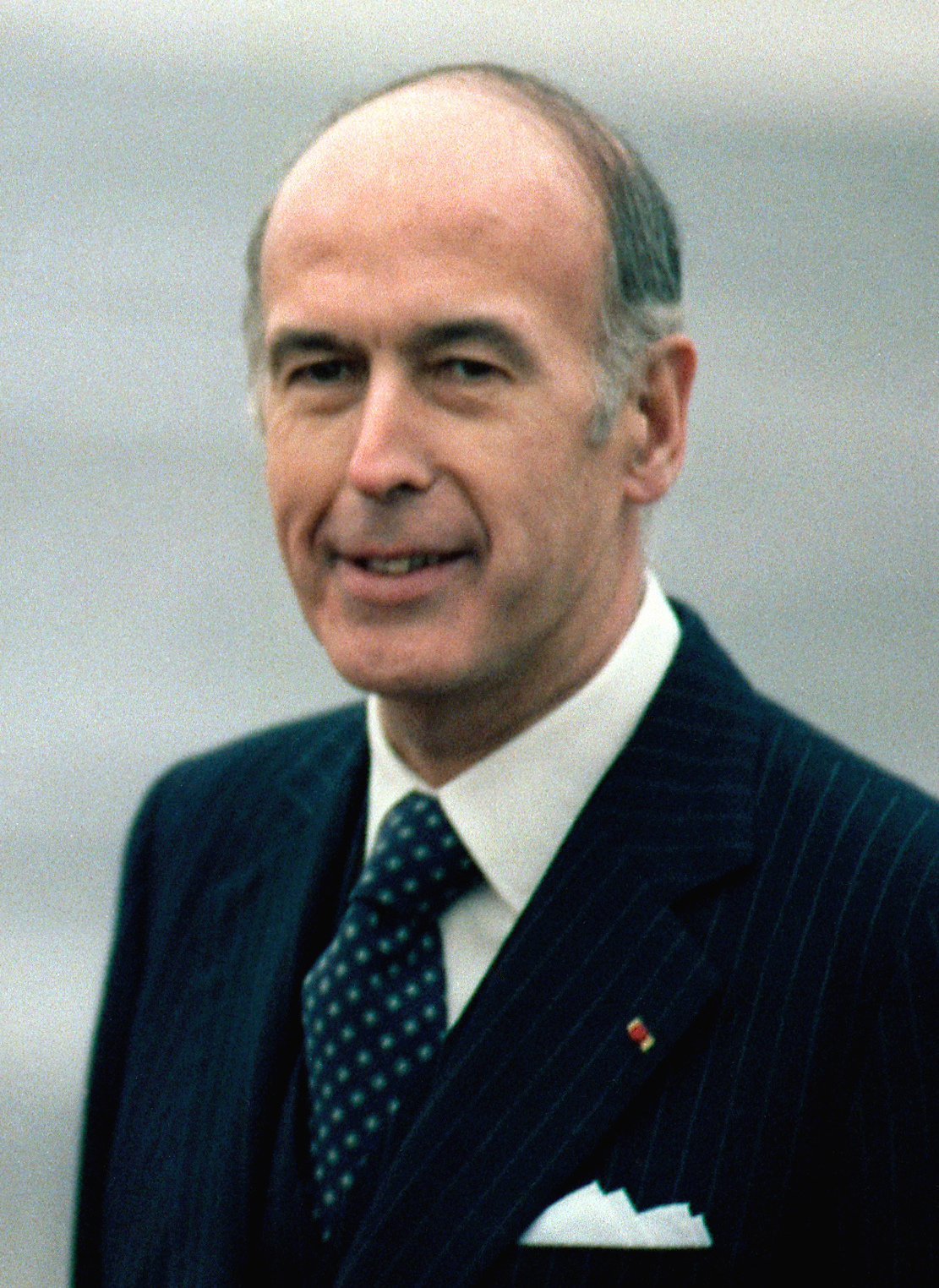
Valéry Giscard d'Estaing, de la République française.

Les enseignants occupent l'une des catégories d'emplois suivantes : professeur (définit les enseignements et assure les cours magistraux), professeur associé (assure les cours d'approfondissement), professeur chargé de cours (assure les cours d'application), maître de conférences (encadre des groupes d'élèves et anime des séminaires) ou chargé d'enseignement (encadre les travaux pratiques, expérimentaux ou informatiques).

### Anciens élèves et diplômés

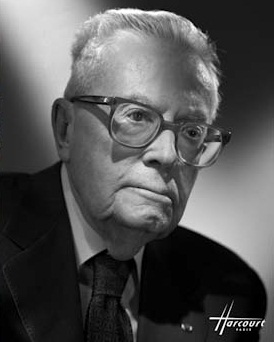
Maurice Allais, prix Nobel d'économie.

Le statut et les missions particulières de l'École polytechnique — école d'ingénieurs sous statut militaire dotée d'un important pôle de recherche — font que l'on trouve des polytechniciens dans de nombreux domaines.
Dans les armées on peut citer les maréchaux de France Joffre, Foch, Fayolle et Maunoury ainsi que l'officier de marine et héros de la Résistance Honoré d'Estienne d'Orves,.
Dans le domaine des sciences, on compte les mathématiciens Cauchy, Gustave Coriolis, Henri Poincaré, Poisson, Benoît Mandelbrot et Stéphane Mallat, les physiciens Henri Becquerel (prix Nobel de physique 1903), Carnot, Fresnel, le chimiste Gay-Lussac, les économistes Maurice Allais (prix Nobel d'économie 1988) et Jean Tirole (prix Nobel d'économie 2014), le généticien Albert Jacquard, l'ingénieur Albert Caquot et le sociologue Alfred Sauvy,. Des dizaines de polytechniciens furent membres de l'Institut de France ou de l'Académie nationale de médecine.
Trois polytechniciens ont reçu un prix Nobel : Henri Becquerel en physique, Maurice Allais et Jean Tirole en économie. Jean-Christophe Yoccoz, docteur de l'École polytechnique, a reçu la médaille Fields. Louis Pouzin a reçu le Queen Elizabeth Prize for Engineering pour ses contributions à la création d'Internet et du Web.
De nombreux polytechniciens se sont aussi engagés en politique, jusqu'à atteindre la présidence de la République française pour trois d'entre eux : Sadi Carnot, Albert Lebrun et Valéry Giscard d'Estaing.
Les anciens élèves de l'école ont aussi fondé de nombreuses entreprises, comme André Citroën, Conrad Schlumberger et Auguste Detœuf (Alstom). D'autres ont occupé les fonctions les plus importantes de grandes entreprises : Patrick Kron (Alstom), Claude Bébéar (Axa), Michel Pébereau (BNP Paribas), Paul Hermelin (Capgemini), Tidjane Thiam (Credit Suisse), Pierre Gadonneix (EDF), Didier Lombard (France Télécom), Gérard Mestrallet (GDF Suez), Bertrand Collomb (Lafarge), Bernard Arnault (LVMH), Carlos Ghosn (Nissan / Renault), Francis Mer et Jean-Paul Herteman (Safran), Jean-Louis Beffa (Saint-Gobain), Bernard Pauchon (TDF), Jean-Bernard Lévy (Thales), Thierry Desmarest (Total),.
Parmi les polytechniciens célèbres ayant fait des carrières non scientifiques se trouvent le compositeur Pierre Schaeffer, le pianiste de jazz Jean-Michel Pilc, le philosophe Auguste Comte (qui toutefois n'a pas obtenu le diplôme), le dominicain Albert-Marie Besnard, l'architecte Paul Andreu, le journaliste Jean-Jacques Servan-Schreiber, le joueur de tennis Jean Borotra, le joueur de rugby Yves du Manoir ou encore le collectionneur et dégustateur de vins François Audouze.
Le titre d'ancien élève de l'École polytechnique ne peut être porté, depuis la mise en application du décret du 12 juillet 2001, qu'après délivrance du diplôme de fin d'études de l'École polytechnique. Les anciens élèves de l'École polytechnique sont désignés par la lettre X suivie du millésime de leur promotion, c'est-à-dire l'année d'entrée à l'École. Les titulaires d'un diplôme ou de grade de master ou de docteur sont respectivement désignés par les lettres M ou D suivies de l'année d'obtention de leur diplôme, c'est-à-dire l'année de sortie de l'École.
L'association des anciens élèves est dénommée « Association des anciens élèves et diplômés de l'École polytechnique – AX » depuis le 30 septembre 2008 et accueille depuis cette date, en plus des anciens élèves (titulaires du diplôme d'ingénieur), les actuels élèves de la formation polytechnicienne ainsi que les diplômés et étudiants de doctorat et de master. L'association compte de nombreux groupes X. Parmi ces groupes, on trouve X-environnement, présidé par l'ingénieur conseil Jean-Marc Jancovici, sur les problématiques d'environnement, et X-développement durable, sur les problématiques plus larges de développement durable. La force de la communauté des anciens élèves a conduit Jacques-Antoine Kosciusko-Morizet à parler de « mafia polytechnicienne ».

## Influence de l'école

### Dans la culture populaire

Élèves de l'école lors du défilé du 14 juillet 2010.

L'École polytechnique est rattachée, dans la conscience collective, à l'idéal républicain et à la gloire napoléonienne, au même titre que les préfets, les lycées ou le Code civil. Ainsi, Victor Hugo la met sur le même plan que la Légion d'honneur et que l'Institut : « Deux républiques sont possibles. L'une abattra le drapeau tricolore sous le drapeau rouge, fera des gros sous avec la colonne, jettera bas la statue de Napoléon et dressera la statue de Marat, détruira l'institut, l'école polytechnique et la légion d'honneur […] ». Pour l'homme de la rue, Polytechnique a été fondée par Napoléon et participe ainsi du mythe napoléonien, au même titre que les grandes institutions nées sous le Consulat et qui structurent toujours la société française, comme le suggère Victor Hugo : « Elle [la Convention] donnait à la circulation le télégraphe, à la vieillesse les hospices dotés, à la maladie les hôpitaux purifiés, à l'enseignement l'école polytechnique, à la science le bureau des longitudes, à l'esprit humain l'institut ». C'est la gloire liée à l'École polytechnique qui conduit Gustave Flaubert à écrire : « Polytechnique, rêve de toutes les mères (vieux) ».
Dans l'imaginaire populaire, l'École polytechnique est symbolisée par le « Grand Uniforme » et ses accessoires (bicorne et épée) et elle incarne les « qualités et les défauts de l'excellence scolaire et de la réussite sociale « à la française » tandis que la figure du polytechnicien est « synonyme de rigueur et d'abstraction, de travail acharné et d'excessive sûreté de soi, d'archaïsme social (l'uniforme, les concours) et de modernité technique (Ariane, le TGV) ». Cette image populaire se retrouve dans l'expression « Pour savoir ça, y'a pas besoin d'être sorti de Polytechnique ! » qui, jusque dans son caractère ironique, souligne la distance entre un savoir ordinaire et un savoir complet longuement acquis que détiendrait par droit d'école le polytechnicien.
En outre de nombreux auteurs ont fait remarquer le raisonnement excessivement scientifique des polytechniciens. Ainsi André Maurois écrivit : « — Un polytechnicien est un homme qui croit que tous les êtres, vivants ou inanimés, peuvent être définis avec rigueur et soumis au calcul algébrique. Un polytechnicien met en équation la victoire, la tempête et l'amour ». C'est pourquoi la formation dispensée à l'École polytechnique a été critiquée par certains auteurs (parce que trop théorique et éloignée des réalités) tels qu'Yvan Audouard : « Le contact humain, c'est ce qui fait le plus cruellement défaut à cette époque polytechnicienne, technocrate et structuraliste ». L'École illustre aussi l'élitisme et la technocratie comme le suggère la chanson intitulée « La marche des Polytechniciens » dans le spectacle musical La Tour Eiffel qui tue : « Grâce aux équations de tous les degrés, nous gouvernerons un jour l'univers ». Polytechnique représente pour certains auteurs et artistes l'avidité du monde de l'entreprise des années 1990 et 2000. Ainsi Albert Jacquard affirma : « Je suis polytechnicien, j'ai une formation d'ingénieur ; je suis effaré de constater que certains de mes chers collègues ont voué leur vie à réussir une carrière, à devenir les serviteurs zélés et efficaces d'entreprises dont ils ignorent, dont ils ne veulent pas connaître les finalités. Ils ne sont plus que des objets ». Tandis que Costa-Gavras choisit un polytechnicien pour personnage principal du film Le Capital, critique des dérives de la finance moderne.
L'École polytechnique et ce qui l'entoure sont de plus utilisés dans plusieurs œuvres de fiction. Ainsi Stendhal (qui passa le concours en 1799) mentionne l'établissement soixante-dix-huit fois dans l'ensemble de son œuvre et nombre de ses héros sont polytechniciens (Octave de Malivert, Lucien Leuwen et Fédor de Miossens en particulier). En 1982, le film Tout feu, tout flamme met en scène une polytechnicienne, jouée par Isabelle Adjani, sûrement inspirée par Anne Chopinet.

### Influence du modèle polytechnicien

Sigle x (minuscule) de la Faculté polytechnique de l'École royale militaire belge.

Dans les années qui suivent sa création en 1794, l'École polytechnique acquiert une renommée importante, tant en France qu'à l'étranger. Elle sert ainsi de modèle à de nombreux établissements d'enseignement supérieurs, civils ou militaires. On peut ainsi citer Boston Tech (futur MIT), les polytechnics anglais, les Technische Hochschulen allemandes ou l'Académie militaire de West Point. Cette dernière a maintenu des liens avec l'École polytechnique et s'est beaucoup inspirée des structures et des traditions de Polytechnique : le « Honor Code » est par exemple l'équivalent du Code X. Certains polytechniciens ont créé d'autres institutions telles que l'École royale militaire belge, fondée en 1832 par le lieutenant-colonel Jean Chapelié (X 1812) et organisée sur le même schéma que l'École polytechnique ou l'Institut militaire de Virginie fondé par le colonel Claudius Crozet (en) en 1839. En France, l'École centrale, fondée en 1829, est conçue comme une « nouvelle École polytechnique » plus proche de l'industrie et plus autonome vis-à-vis de l'État, bien qu'issue « de projets pédagogiques et de philosophies fort différents ». D'autres écoles reprennent le nom même de Polytechnique, sans pour autant avoir de relation avec l'École polytechnique. Ainsi l'École polytechnique de Montréal, fondée en 1873, s'inspire directement de son homologue parisienne et l'École polytechnique féminine est fondée en 1925 afin d'être une École polytechnique pour les jeunes filles. L'École d'administration de 1848 (lointaine et éphémère ancêtre de l'ENA) a été fondée « sur des bases analogues à celles de l'école polytechnique ».

## Dans la culture

### Peinture
- Le tableau de La Liberté guidant le peuple d'Eugène Delacroix montre un polytechnicien pendant la révolution de Juillet avec son bicorne, ingénieur des barricades.